# Arts plastiques et visuels en Suisse
Les arts plastiques et visuels en Suisse englobent les artistes suisses et leur production artistique, toute œuvre artistique en Suisse ainsi que les lieux de d'apprentissage et de diffusion des arts plastiques et arts visuels, soit notamment la peinture, la sculpture, l'art vidéo et la photographie.

## Beaux-Arts et arts plastiques

### Moyen Âge (XIesiècle-XIVesiècle)
Sculpture

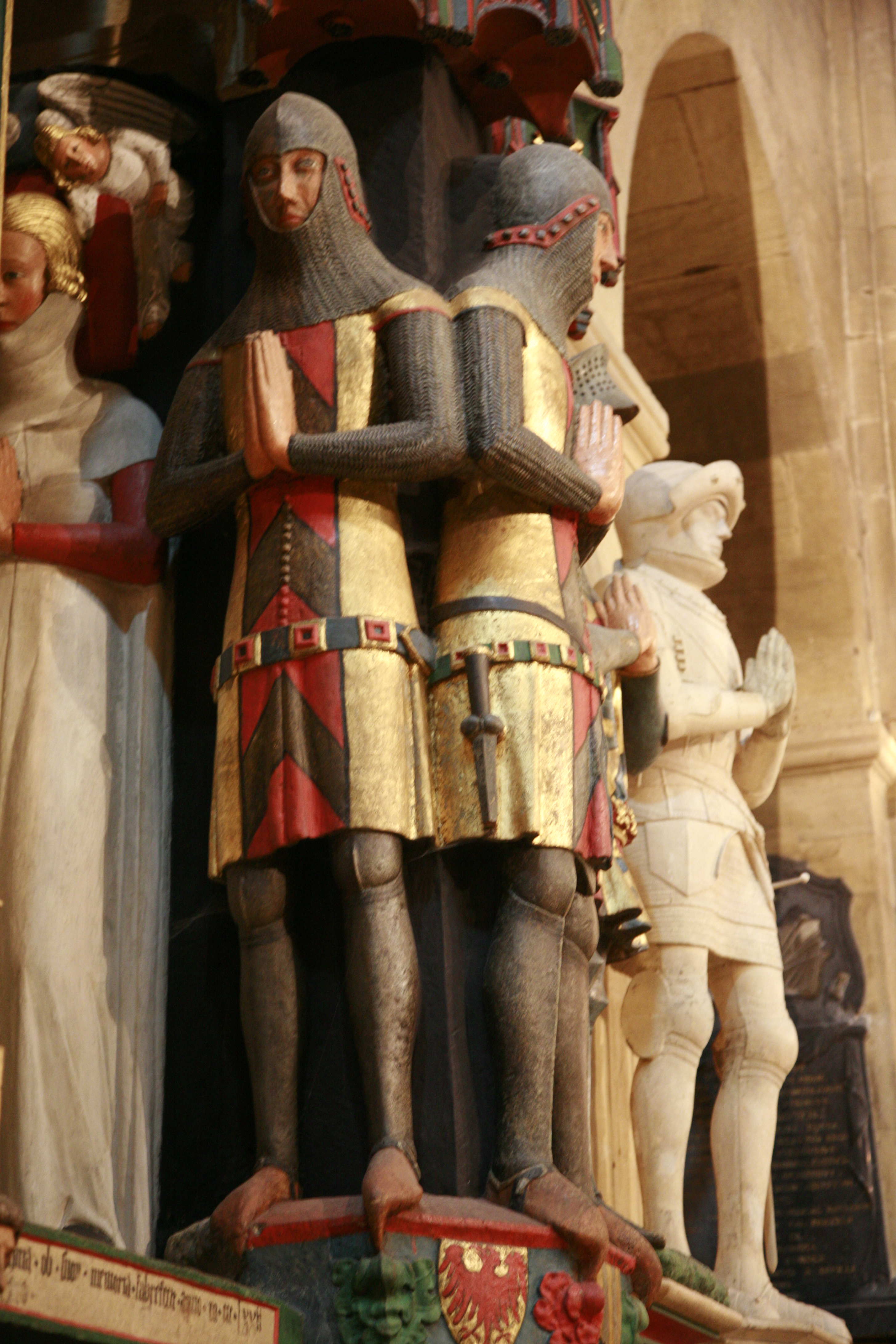
Cénotaphe de la collégiale de Neuchâtel

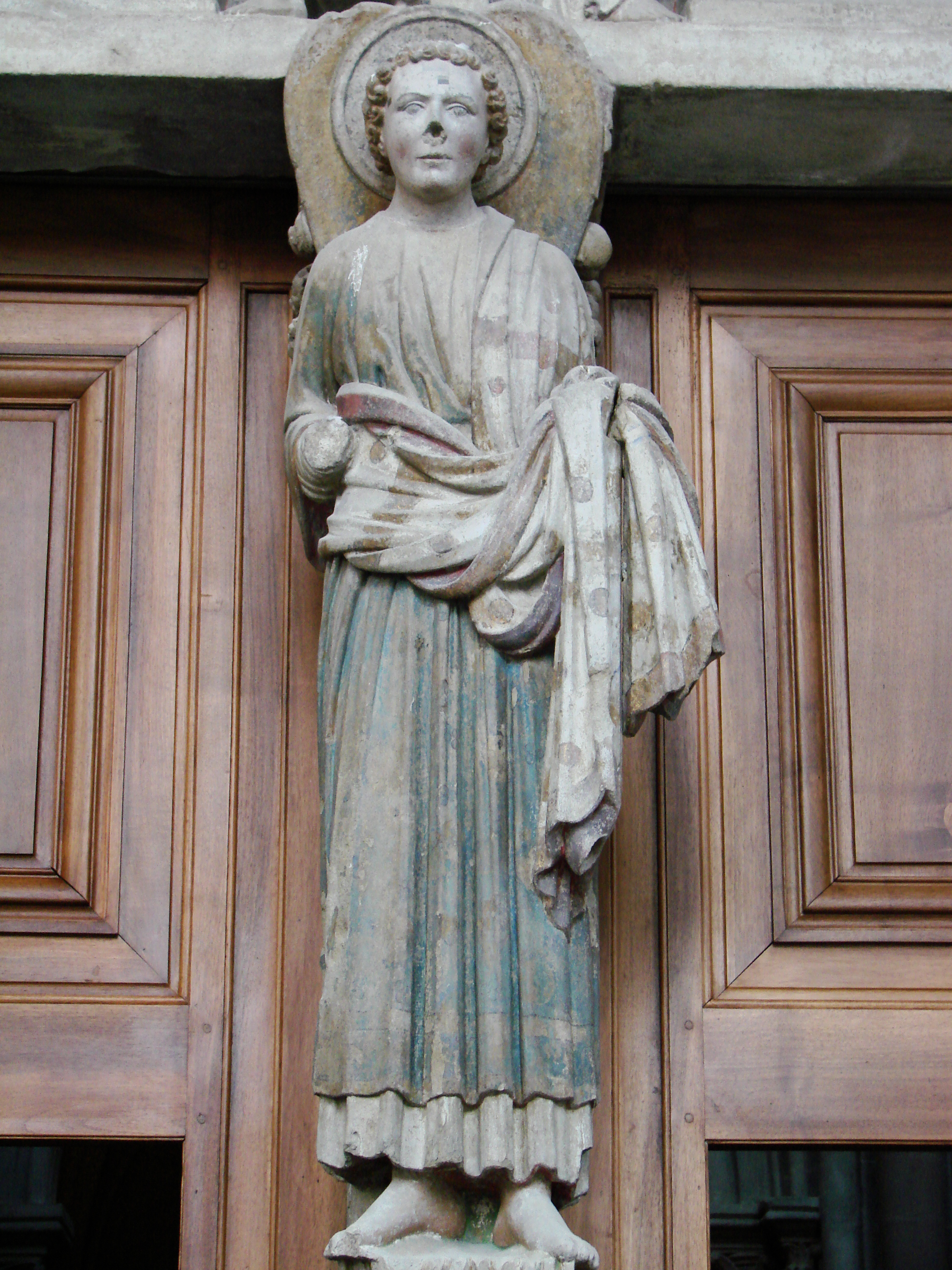
Portail peint de l'entrée latérale de la cathédrale de Lausanne

L'actuel territoire de la Suisse au XIe siècle appartient à des aires culturelles variées (Rhône moyen, Bourgogne, haut Rhin, Souabe, Lombardie) et à des diocèses et centres politiques différents. Les sculpteurs sur pierre se déplacent dans ces différents territoires.
La sculpture romane est encore soumise à l'architecture. Les abbatiales de Payerne (vers 1080), Romainmôtier et Grandson (vers 1150) ont des chapiteaux créés par des sculpteurs formés à l'Abbaye de Cluny. Des Lombards sont attestés à Coire et Zurich vers 1140, puis à Genève où leur succèdent des sculpteurs du Rhône moyen actifs également à Sion. Une école de sculpture roman tardif voit le jour à Saint-Ursanne et à Bâle dans le dernier quart du XIIe siècle qui réalise le portail de Saint-Gall de la cathédrale de Bâle, vers 1170.
La sculpture gothique se diffuse à partir de l'ouest, surtout à Genève et Lausanne, elle est sous l'influence de l'Île-de-France. Le portail peint de la cathédrale de Lausanne (vers 1220) dont la finesse du détail, la qualité de la sculpture ainsi que la bonne conservation de la polychromie médiévale en font un complexe patrimonial parmi les plus importants d'Europe.
La sculpture gothique rayonnante est présente à Bâle (vers 1260), Lausanne, Fribourg et Coire. Dès 1380, les tours de la cathédrale de Bâle sont réalisées par Ulrich Elsinger (auteur de la tour de la cathédrale d'Ulm et de celle de Strasbourg) et Jean de Nussdorf (de 1488 à 1500). À Berne, Albrecht de Nuremberg taille les fonts baptismaux ainsi que les statues du jubé (détruit à la Réforme). À la cathédrale de Berne le portail et les décorations du hall principal sont réalisés par le sculpteur sur pierre Erhart Küng, originaire de Westphalie (vers 1480) et l'ensemble des quatre-vingt-sept clefs de voûte polychromes du gothique tardif (1517).
Dès la fin du XIIIe siècle, les principales commandes civiles sont les sculptures funéraires commandées par les nobles et les chevaliers. Par ailleurs, les villes affirment leur puissance en décorant leurs palais et leurs portes.

### Prérenaissance et Renaissance (XVesiècle-XVIesiècle)
Peinture
À la fin du XIVe siècle, l'art médiéval se tourne vers le naturalisme : l'iconographie religieuse continue à être représentée mais d'une manière plus profane et des éléments de la nature apparaissent. Konrad Witz, contemporain de Fra Angelico, marque la nouvelle tendance dans la peinture du XVe siècle et préfigure la Renaissance. Des paysages et des figures apparaissent, la peinture sur bois, comme les retables, remplacent de plus en plus les vitraux et les peintures murales. De nombreux peintres suivront ce nouveau style européen initié en Suisse par Konrad Witz,.

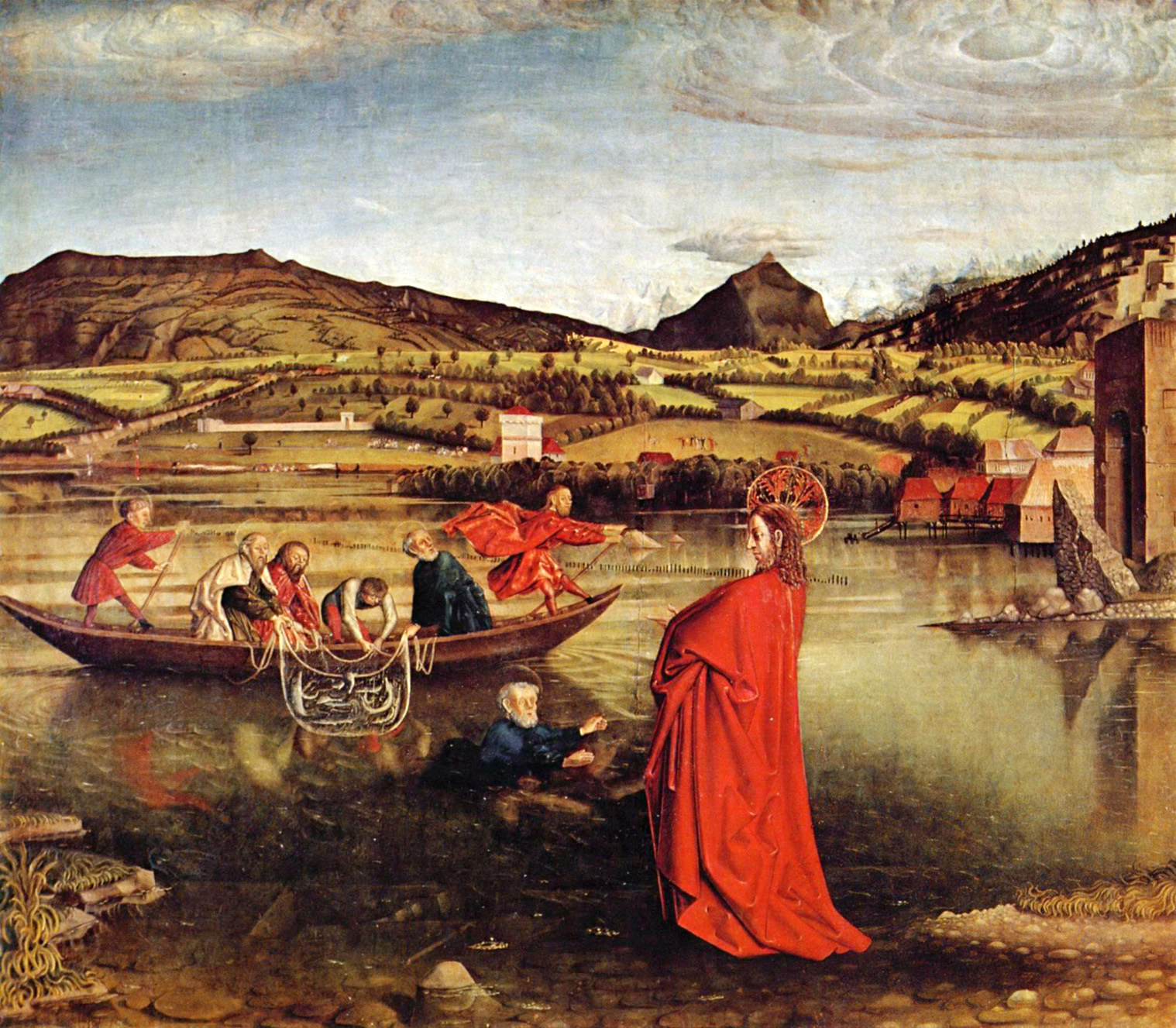
Konrad Witz : La Pêche miraculeuse (1444)

Konrad Witz (1400 – avant 1447) est originaire de Rottweil en Souabe. Il se rend à Bâle alors que la ville accueille le concile (entre 1431 et 1449). Admis en 1434 à la corporation Zum Himmel und Stern, il obtient la bourgeoisie bâloise en 1435. Ses œuvres attestées sont au nombre de vingt et ont été réalisées entre 1434 et 1444. Elles représentent des pièces importantes de l'art du XVe siècle. Une majorité se trouve au Kunstmuseum de Bâle, certains au musée d'art et d'histoire de Genève. Dans le retable La pêche miraculeuse la nature est peinte avec réalisme, la scène est placée à Genève. On reconnaît le lac Léman, la ville à droite, le Môle et les Alpes en arrière-plan.
Les « maîtres à l'œillet » sont un groupe de peintres anonymes selon la tradition médiévale. Ils signent leurs œuvres avec deux œillets rouge et blanc et devaient faire partie d'une fraternité. Cette génération de peintres de Soleure, Berne, Baden et Zurich, actifs entre 1479 et 1510, a traité exclusivement de sujets religieux. Hans Leu l'Ancien de Zurich est l'un d'eux. Conscients de leur appartenance à la Confédération, ils sont soucieux de différencier leur production de celle de l'étranger. L'œuvre la plus importante est le retable qui orne le maître-autel de l'église des Cordeliers de Fribourg, peint en 1479-1480; c'est aussi la plus ancienne,.
Des foyers de création entretiennent des relations avec l'étranger : Niklaus Manuel, Urs Graf, Hans Leu le Jeune et Hans Fries.
Hans Fries (1460 – 1523) de Fribourg, est probablement l'élève de Heinrich Bichler probable membre bernois des « maîtres à l'œillet ». Fries est enregistré à Berne en 1482, fait partie de la corporation Zum Himmel de Bâle dès 1487 et devient peintre de la ville de Fribourg en 1501.
Tobias Stimmer (1539-1584) de Schaffhouse réalise des peintures murales tout comme Hans Holbein le Jeune (1497 - 1543), peintre allemand, qui réalise de nombreuses commandes de peintures murales et vitraux lors de son séjour à Bâle entre 1515 et 1526. Membre de la corporation du Ciel, on lui doit les fresques de la salle du Grand Conseil de Bâle (1521 - 1530). Il se rend ensuite à Londres.

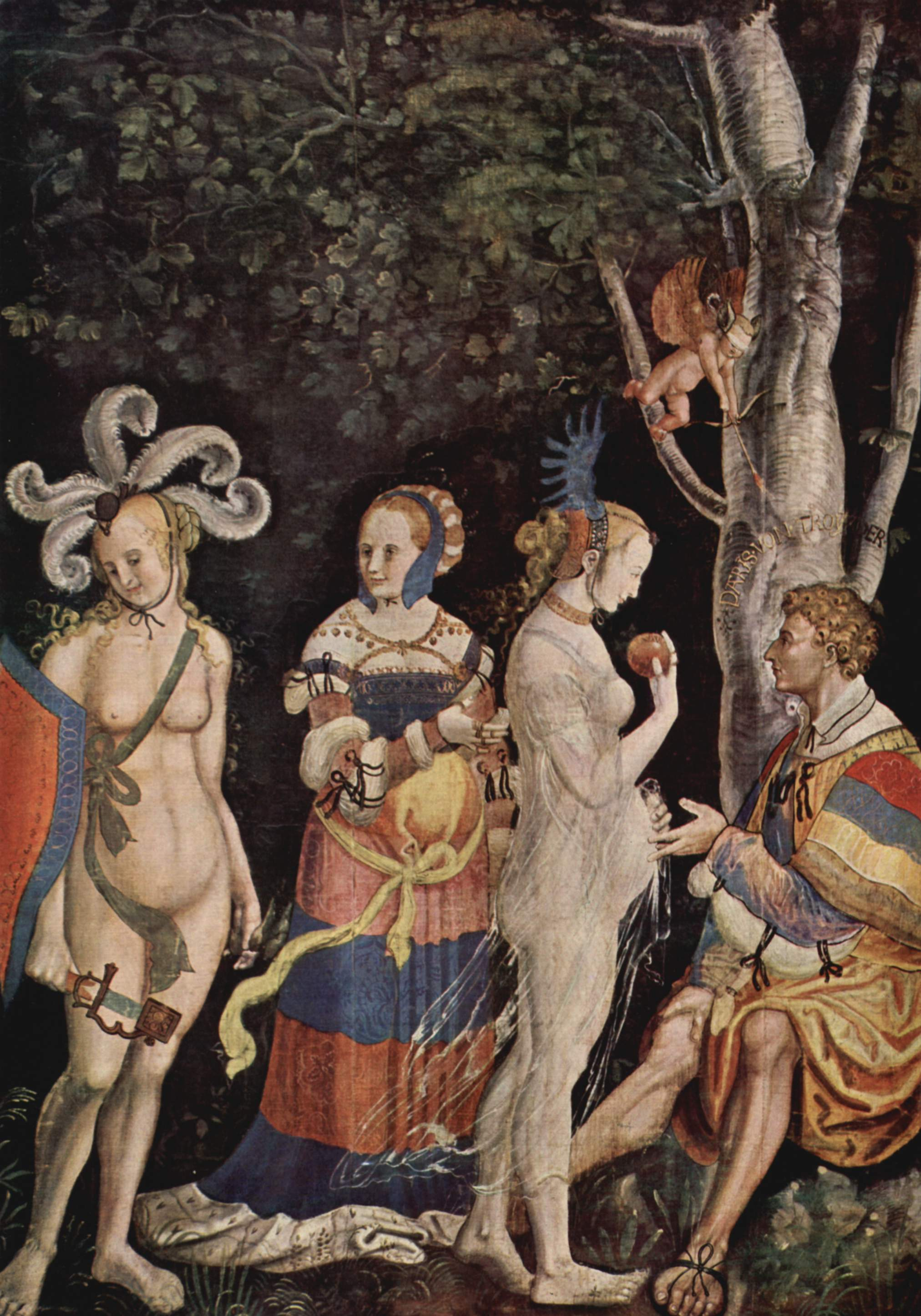
Niklaus Manuel Deutsch : Le jugement de Paris (vers 1520)
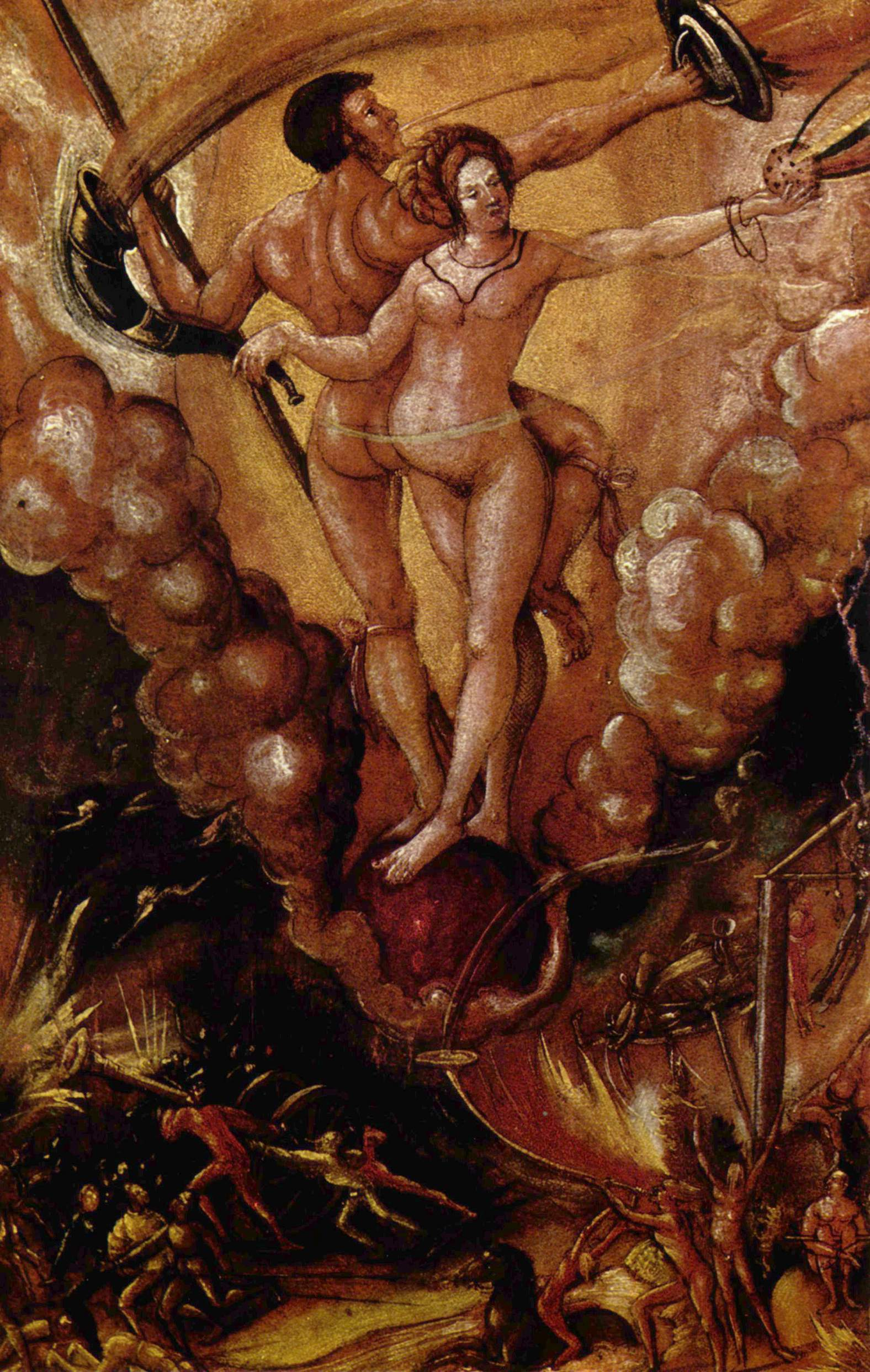
Urs Graf : L'Armée sauvage (vers 1520)
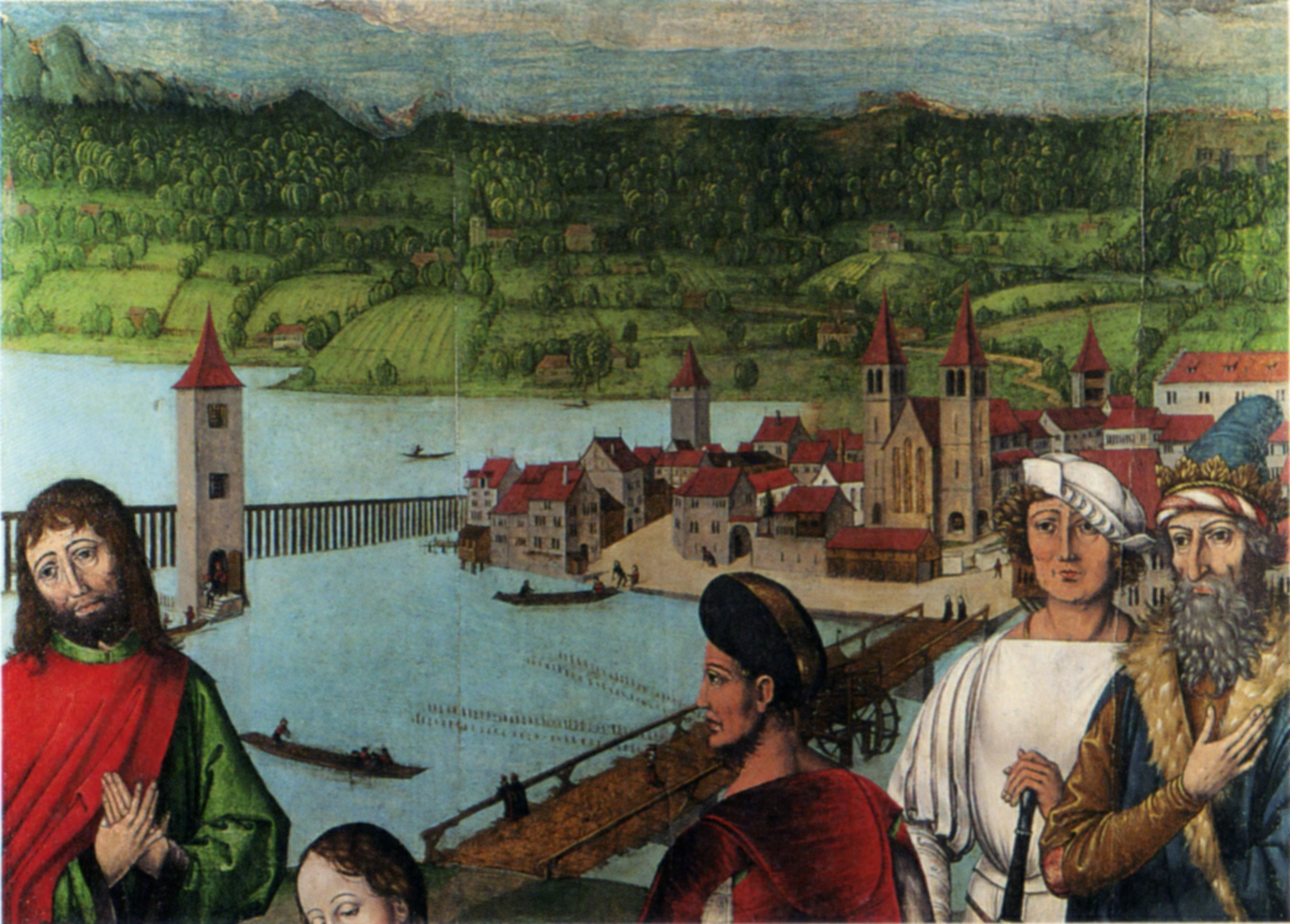
Hans Leu l'Ancien (vers 1460)
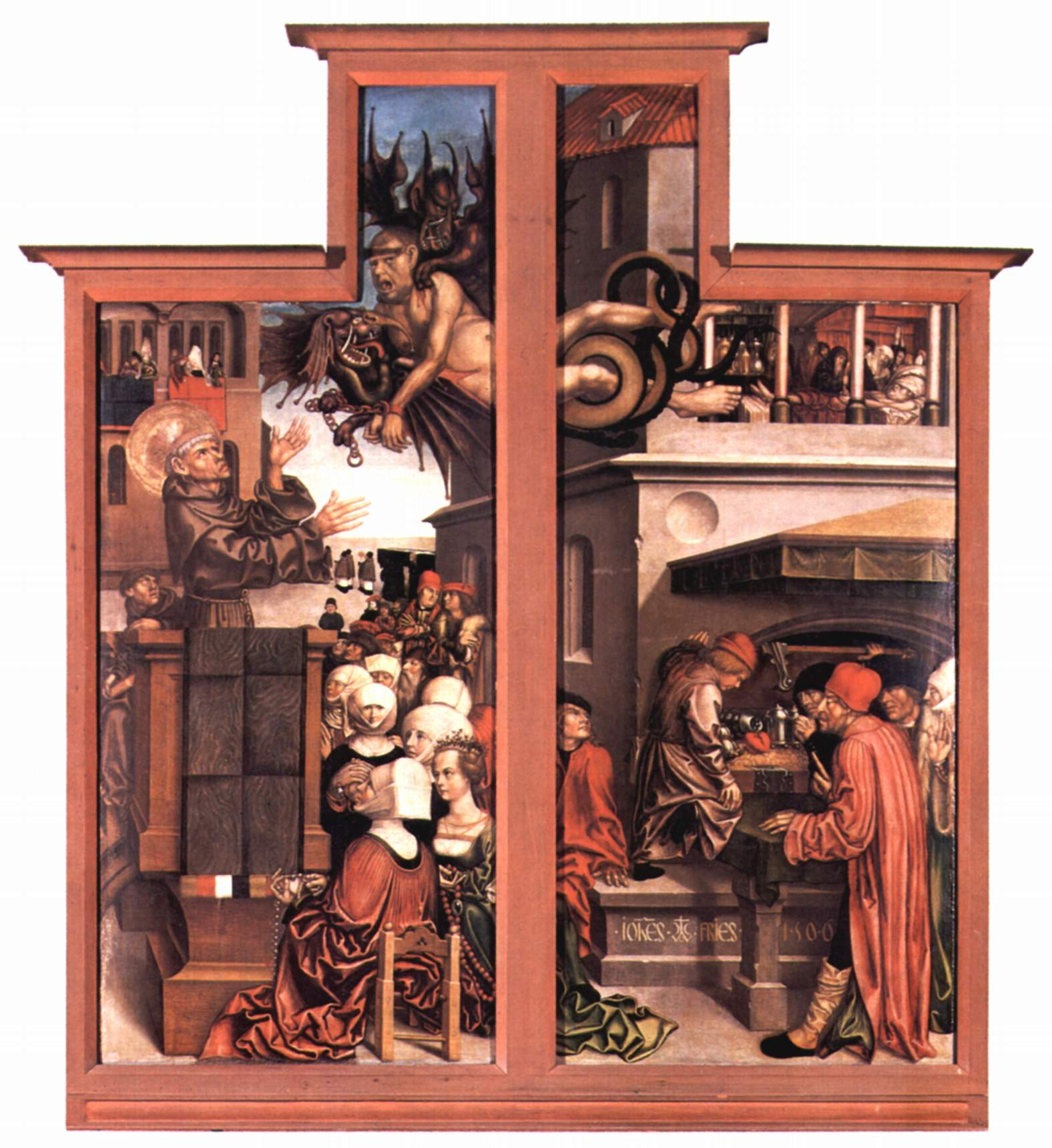
Hans Fries : Le sermon d'Antoine de Padoue (1506)
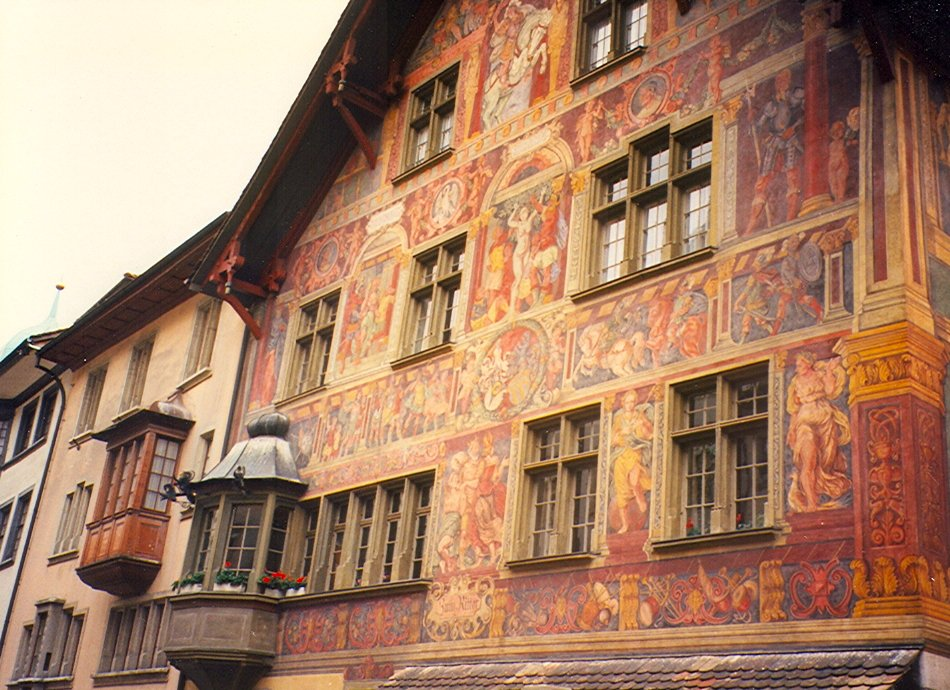
Tobias Stimmer : Haus zum Ritter, Fresques (1570)
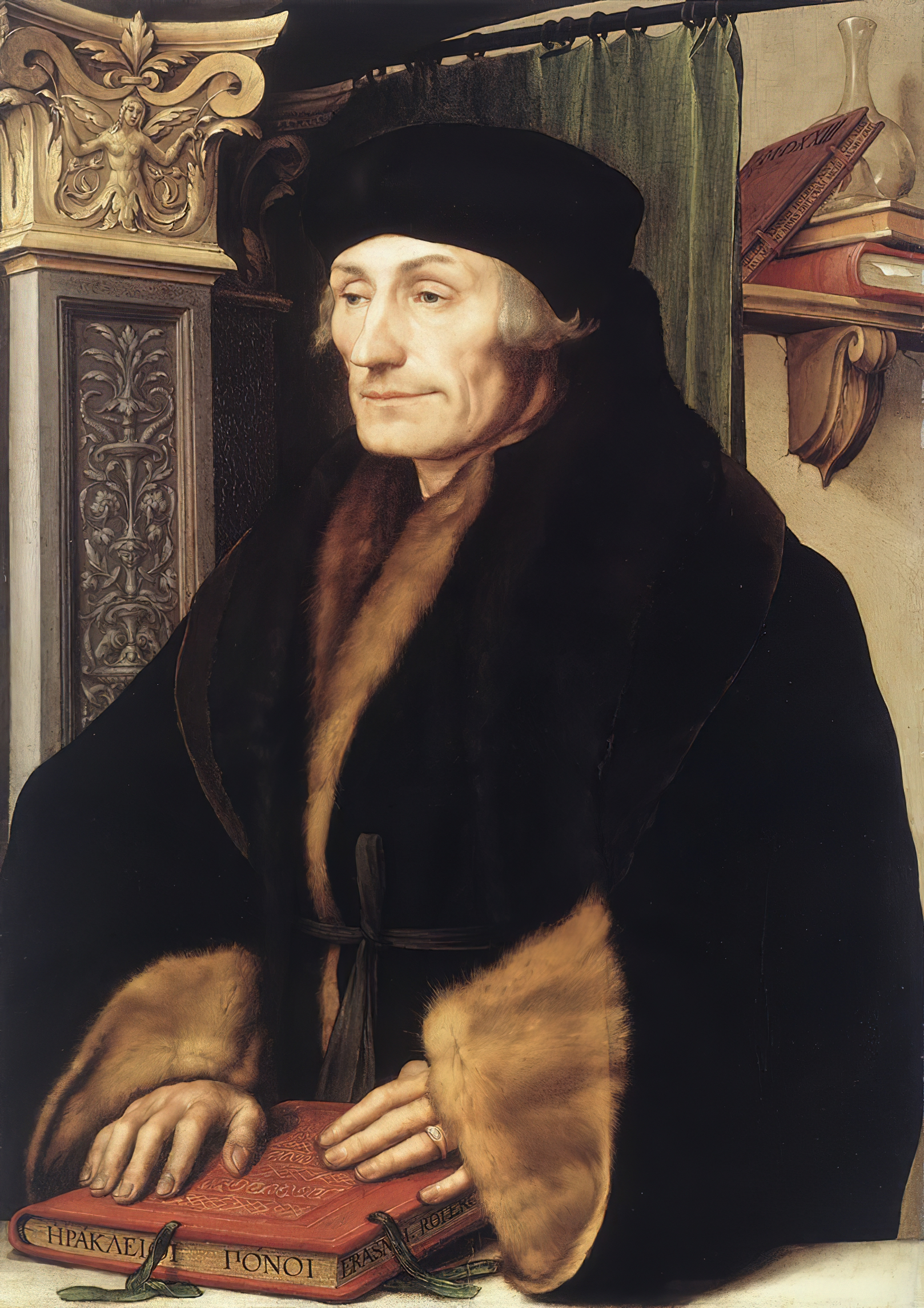
Hans Holbein le Jeune : Portrait d'Erasmus (1523)

### Réforme et contre-réforme (XVIesiècle-XVIIesiècle)
Au début du XVIe siècle, l'iconoclasme sévit dans les villes réformées de Zurich, Berne, Bâle et Genève. Les églises sont débarrassées de toute imagerie et de nombreuses œuvres d'art sont détruites, car les images, jugées pernicieuses pour les pauvres, sont interdites. À l'exception du Tessin, la création artistique en Suisse de toute la période des XVIe siècle et XVIIe siècle s'en ressent, les artistes travaillent alors pour des particuliers en réalisant des vitraux et des portraits. Les sujets sont des paysans, des artisans ou encore des militaires.
Gravure

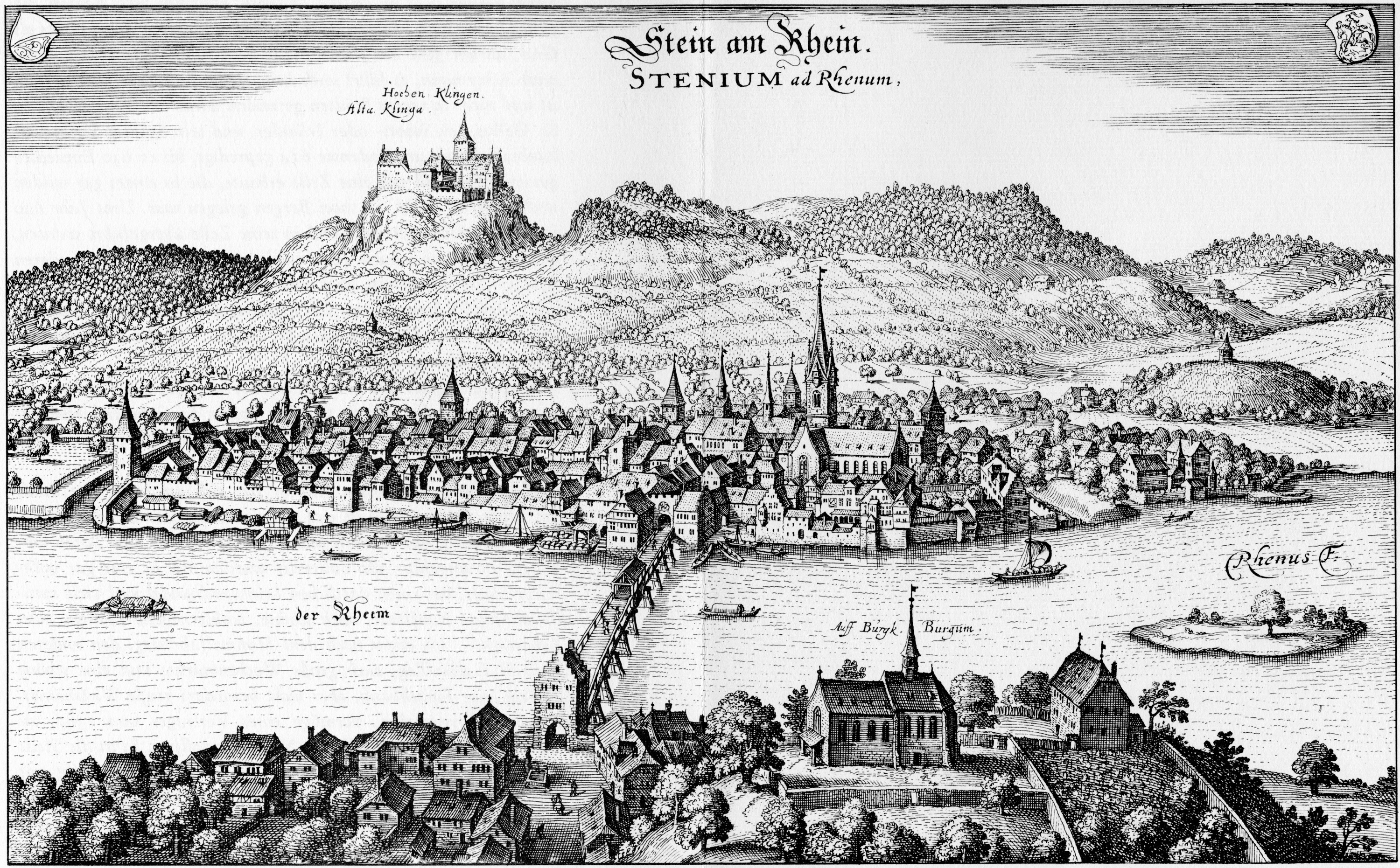
Matthäus Merian, l'ancien : Vue de Stein am Rhein, gravure sur cuivre, Topographia Helvetiae (1642)

La gravure apparaît : Matthäus Merian, l'ancien (1593 - 1650) graveur sur cuivre bâlois, produit une série de Topographia avec son propre fils, Matthäus Merian, le Jeune (1621 – 1687), comprenant un très grand nombre de plans et vues de villes ainsi que des cartes de la plupart des pays ainsi qu'une Carte du Monde. Sigmund Freudenberger (1745-1801) réalise des gravures coloriées, comme une série intitulée Premier Cahier des différents Habillements de la Ville de Berne (1785) réalisée pour les autorités bernoises. Au début du XIXe siècle, Gabriel Lory (père et fils) réalisent des gravures de paysages alpins.
Sculpture

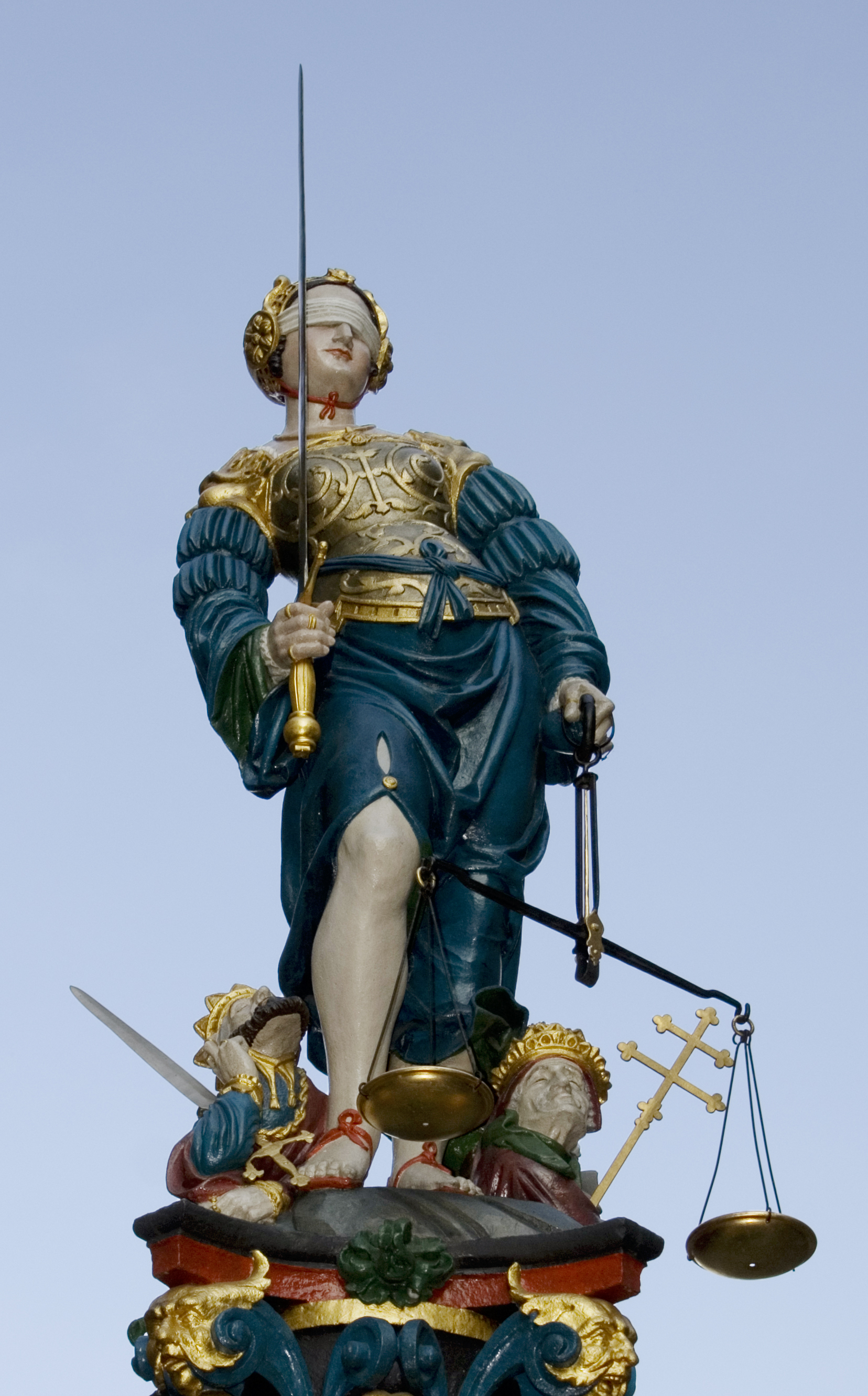
Hans Gieng : Fontaine de la Justice à Berne

Les commandes pour les grands chantiers de construction sont achevées. Les sculpteurs de la Renaissance sont actifs dans la création de statuaires pour les fontaines urbaines. Entre 1535 et 1560, de nombreuses fontaines, dont les meilleures sont de Hans Geiler (environ 1490 - 1534/35), Hans Gieng (1525 - 1562) et Laurent Perroud seront construites d'abord à Berne, Fribourg Soleure et Zoug. Ensuite à Delémont, Zurich, Altdorf et Bâle. Les corporations et bourgeoisies imposent l'iconographie profane, telle que : le mercenaire, la vaillance et la justice.
La Contre-Réforme relance les commandes, en premier lieu en Suisse centrale : les sculpteurs du baroque Peter et Jakob Spring à Fribourg ou Heinrich et Melchior Fischer, originaires de Bavière, sont encore influencés par la Renaissance allemande. Niklaus Geisler diffuse le style baroque romain à la collégiale de Lucerne (dès 1620). Hans-Ulrich Räber, de Lucerne, a un style populaire avec sa Mise au tombeau de Blatten (onze statues, vers 1645). De la même tendance il y a Christoph Daniel Schenck de Constance et les familles Tüfel de Sursee ou les Wickart de Zoug. Simon Bachmann de Muri est l'un des premiers à introduire en Suisse le style baroque italo-flamand.
À l'église des Jésuites de Lucerne, construite à partir de 1666, le stuc décoratif remplace la sculpture. Jean-François Reyff (environ 1614 - 1673) apporte le premier baroque à Fribourg. Soleure, marquée par la présence française, les œuvres principales de Johann Peter Frölicher (1662 – 1723) sont les stalles et les statues-colonnes de la bibliothèque de l'abbaye de Saint-Urbain (1700 – 1720). Les Ritz et Sigristen sont actifs en Valais.
Les statuaires et décorations en stuc sont appréciées à partir du XVIIe siècle. Les frères Castelli et Gian Antonio Castelli vont travailler au nord des Alpes, à Beromünster, Zurich puis Lucerne (1606-1626). Des écoles sont créées à Zurich et Schaffhouse, elles font face à la rude concurrence des stucateurs du Vorarlberg qui travaillent pour les abbayes d'Einsiedeln et de Saint-Gall.

### Baroque tessinois (XVIIesiècle-XVIIIesiècle)
Peinture

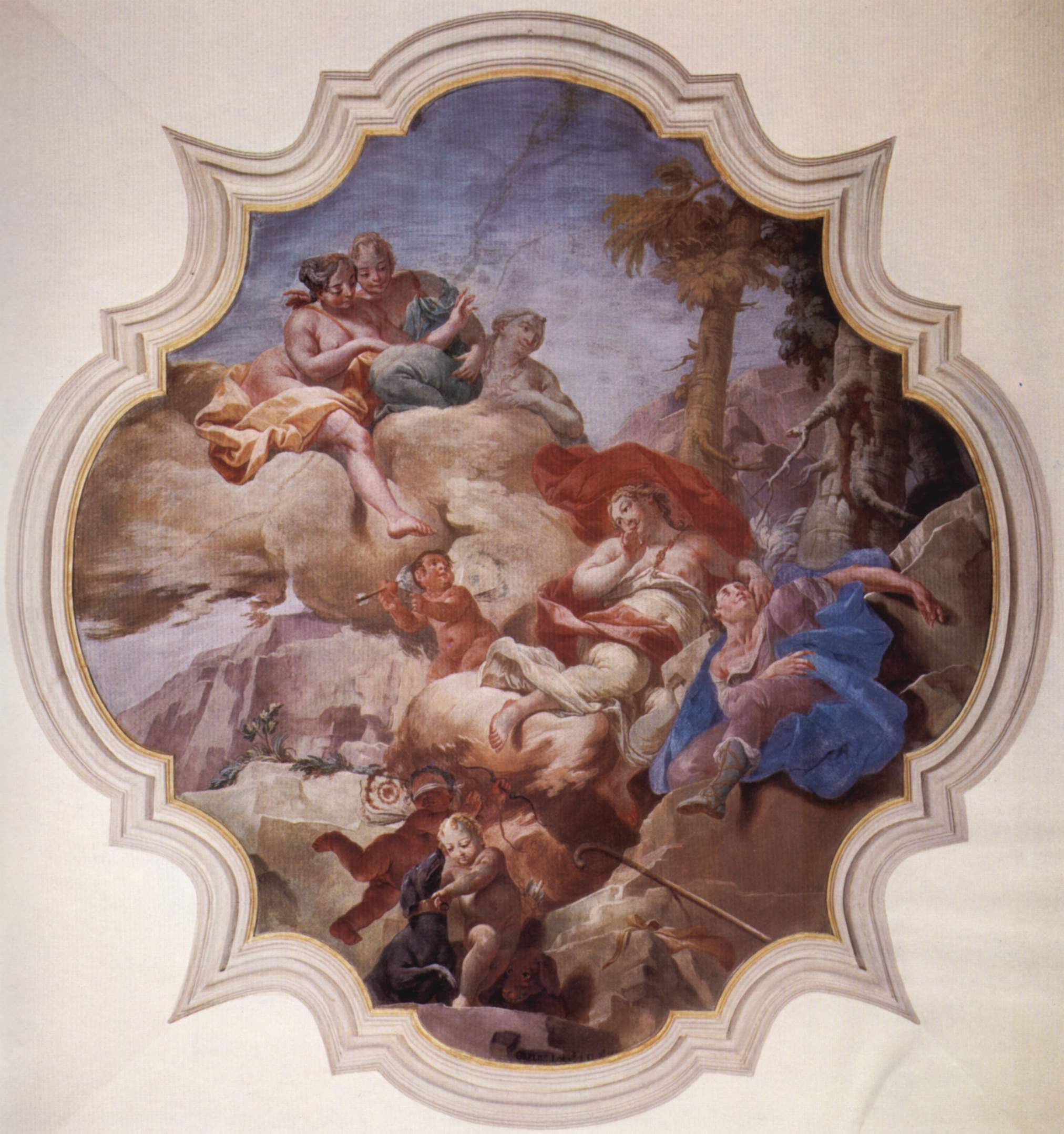
Giuseppe Antonio Felice Orelli : Fresque au Palazzo Riva (1730-1770)

Le Tessin a un tout autre développement : c'est une terre d'émigration artistique, naturellement tourné vers l'Italie par la langue. De nombreux architectes et artistes peintres-sculpteurs actifs en Italie et ailleurs en Europe sont issus des bailliages italiens qui deviendront le canton du Tessin. Pier Francesco Mola (1612 – 1666), de Coldrerio réalise fresques, toiles et dessins en Italie, par exemple les fresques de la galerie d'Alexandre VII au palais du Quirinal, et aussi les fresques d'une chapelle de l'église de la Madone du Carmel dans son village natal. La famille Carlone de Rovio comprend une douzaine d'artistes et architectes (Taddeo, Giuseppe, Giovanni, Tommaso, Bernardo, etc.). Ils sont actifs à Gênes et également à Milan, à Savone, à Rome, au Piémont, en Savoie, en Espagne et au Tessin.
Au XVIIIe siècle, Giuseppe Antonio Petrini (1677 – 1757) de Carona ainsi que les familles Orelli de Locarno et Torriani de Mendrisio fournissent des retables à la Suisse alémanique, travaillent dans leur pays et en Italie.

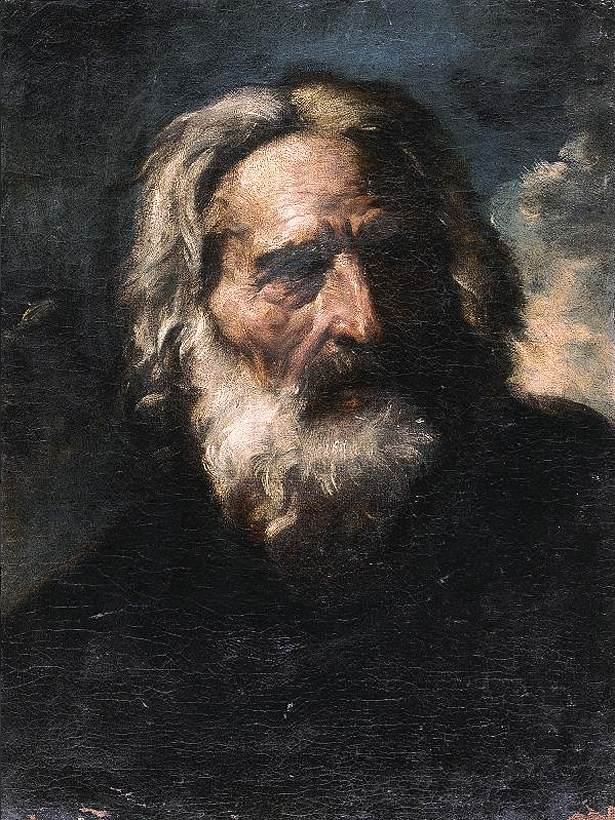
Pier Francesco Mola : Ritratto di vecchio (1665)
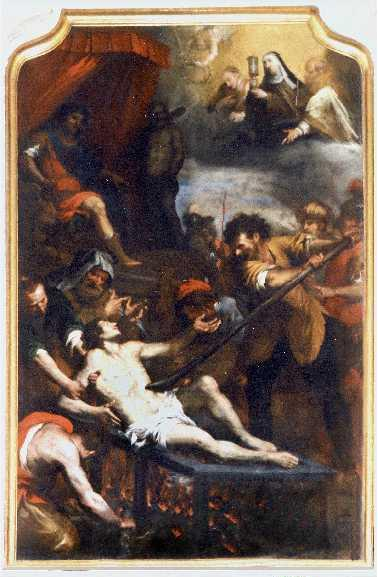
Giovanni Battista Carlone : Martirio di San Lorenzo
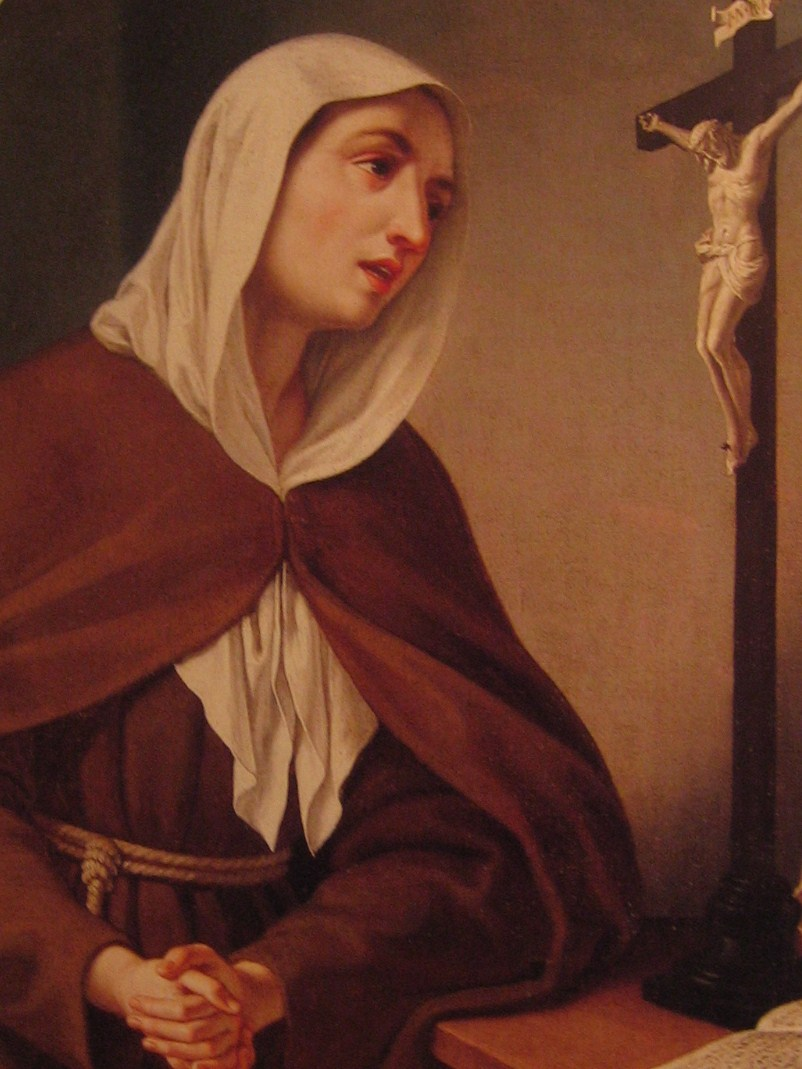
Vincenzo Angelo Orelli, Santa Margherita di Cortona, Église de San Lorenzo, Zogno
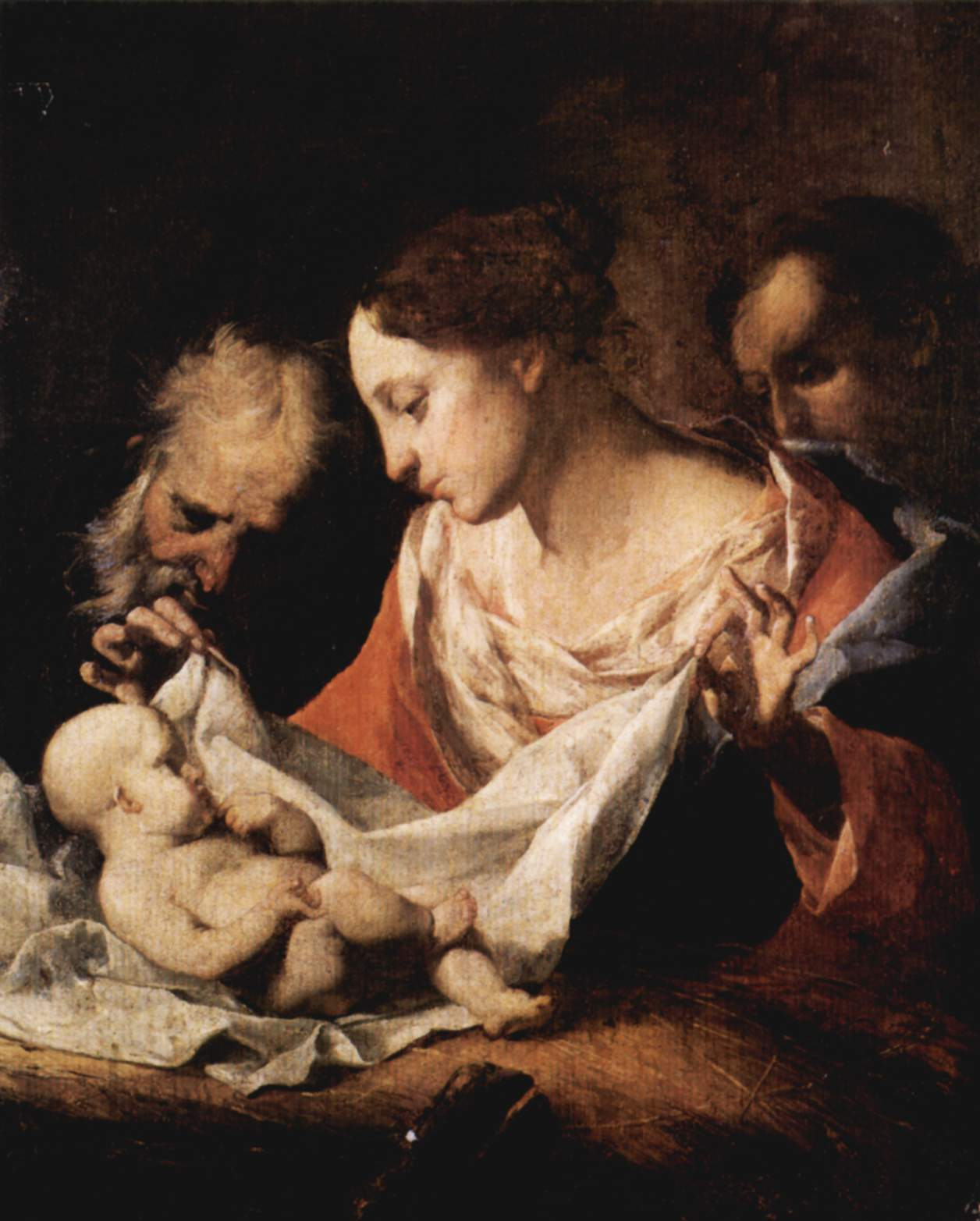
Giuseppe Antonio Petrini : Heilige Familie (1700 - 1750)

### Renouveau (XVIIIesiècle– début duXIXesiècle)
Sculpture

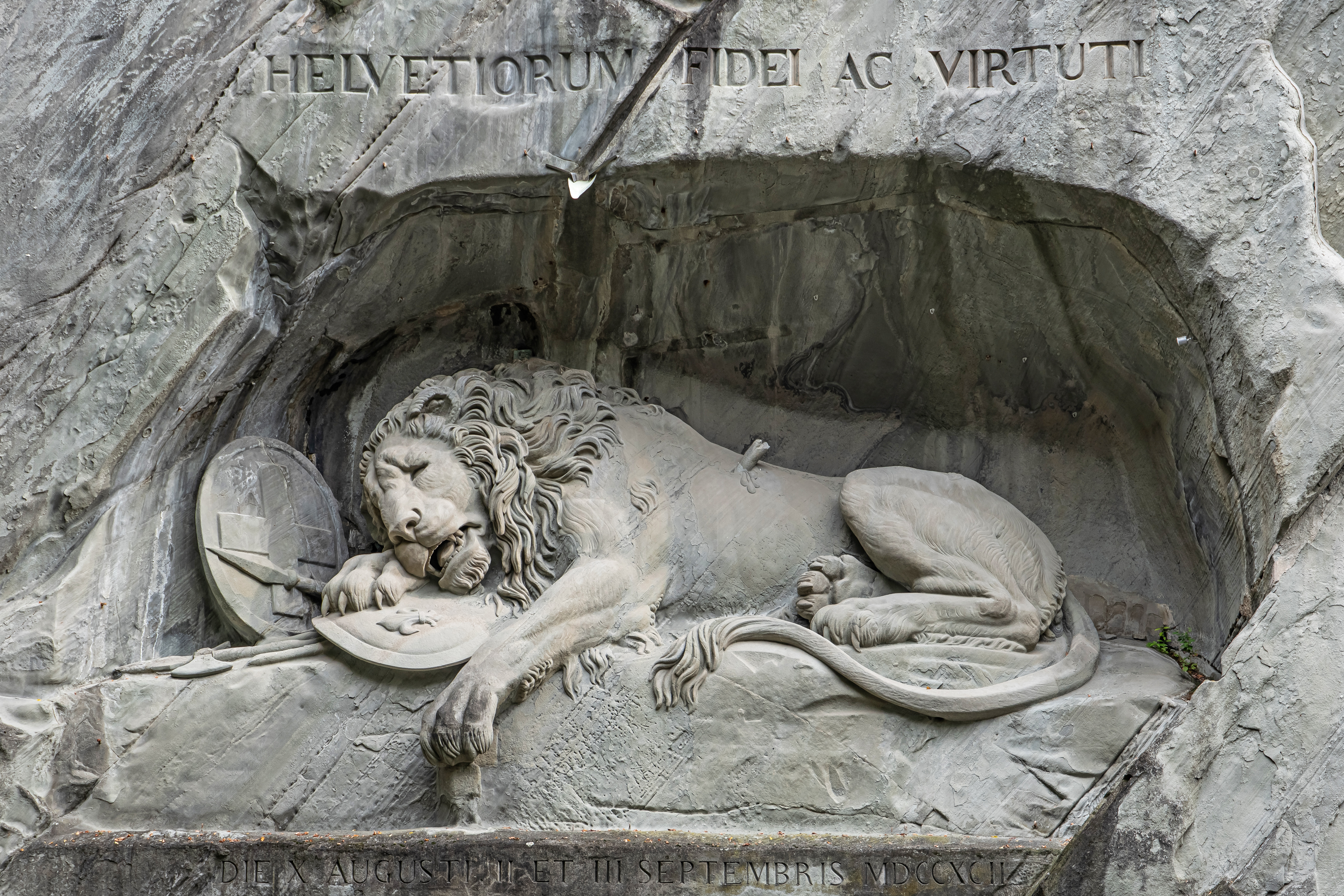
Le Lion de Lucerne

Johann Baptist Babel (1716 - 1799), à la fois sculpteur et stucateur du baroque tardif, réalise une quarantaine de statues en stuc pour le chœur et une trentaine en pierre pour l'esplanade de l'abbaye d'Einsiedeln.
À la faveur de la Révolution, à la fin du XVIIIe siècle, les sculpteurs s'affranchissent du système corporatif, gagnent en autonomie et le sentiment national fait son apparition. Alexander Trippel (1744 - 1793) de Schaffhouse est actif à Paris et Rome, où de nombreux sculpteurs suisses seront de passage chez lui. Trippel réalise pour Zurich le Monument à Salomon Gessner (1792) qui sera l'un des premiers monuments patriotiques suisses. Les sculpteurs de retour en Suisse, comme Jean Jaquet, Funk et Valentin Sonnenshein développent leurs activités dans les centres réformés de Genève, Berne et Zurich. Ils attirent les sculpteurs touchés par le déclin des commandes ecclésiastiques : Joseph Maria Christen sculpte des bustes de savants à Zurich, Urs Pancraz Eggenschwiller (1756 – 1821) gagne le prix de Rome en 1802 avec son plâtre Cléobis et Biton. Au service de Napoléon, il séjourne à Paris en 1812 et travaille à sa statue en pied. À la chute de l'empereur, il revient à Soleure. On fit appel à lui lors de la réalisation du Lion de Lucerne selon le modèle de Bertel Thorwaldsen.
Peinture

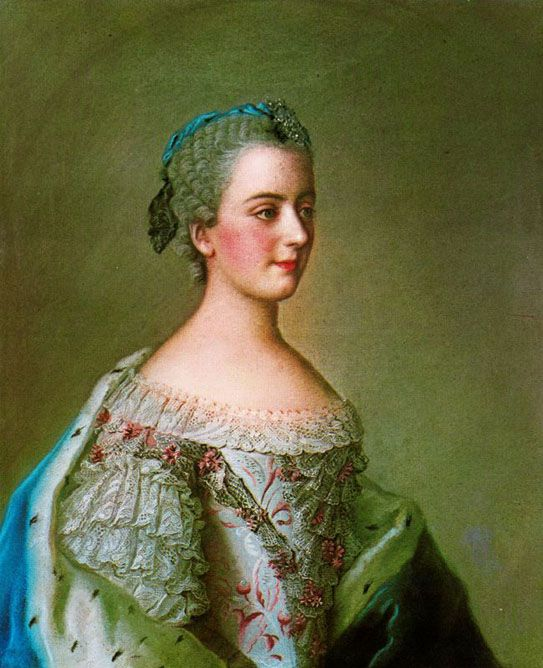
Jean-Étienne Liotard : Portrait d'Isabella Figlia (1749-1750)

En absence d'académie des beaux-arts en Suisse, les peintres vont se former à l'étranger (Paris, Munich ou Rome et acquièrent une réputation internationale. Les mécènes manquant en Suisse, les artistes comme Jean-Étienne Liotard, Anton Graff et Jacques Henri Sablet (1749 - 1803) trouvent plus facilement des débouchés au service de cours européennes ou de mécènes à l'étranger. Angelica Kauffmann (1741 - 1807) est une femme peintre, réalise des portraits auprès de la haute société en Italie et en Angleterre,. Le genevois Jacques-Laurent Agasse (1767 - 1849) est peintre animalier en Angleterre, et Johann Heinrich Füssli (1741 – 1825), britannique d'origine suisse, peint des sujets fantastiques. Il exécute des illustrations des œuvres de Shakespeare ou Dante,.
Jean-Étienne Liotard (1702 – 1789), de Genève, est un portraitiste itinérant en vogue dans les cours européennes (Paris, Rome, Constantinople et Vienne).
Anton Graff (1736-1813) de Winterthour, réalise portraits et paysages. Peintre à la cour princière de Saxe depuis 1766, il sera nommé professeur à l’académie d’art de Dresde deux ans plus tard.

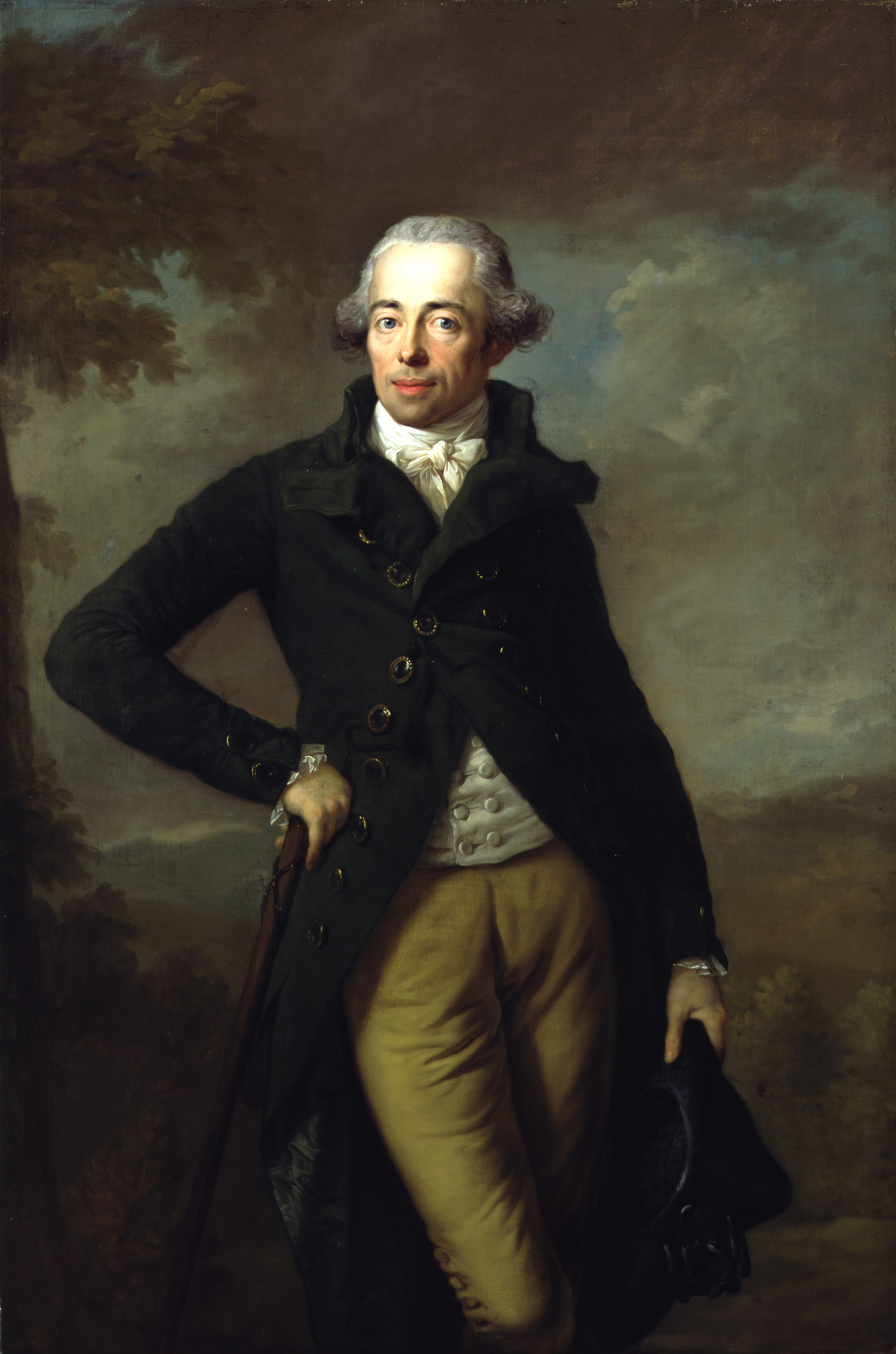
Anton Graff : Heinrich XIV. Reuss Elder Line (1789)
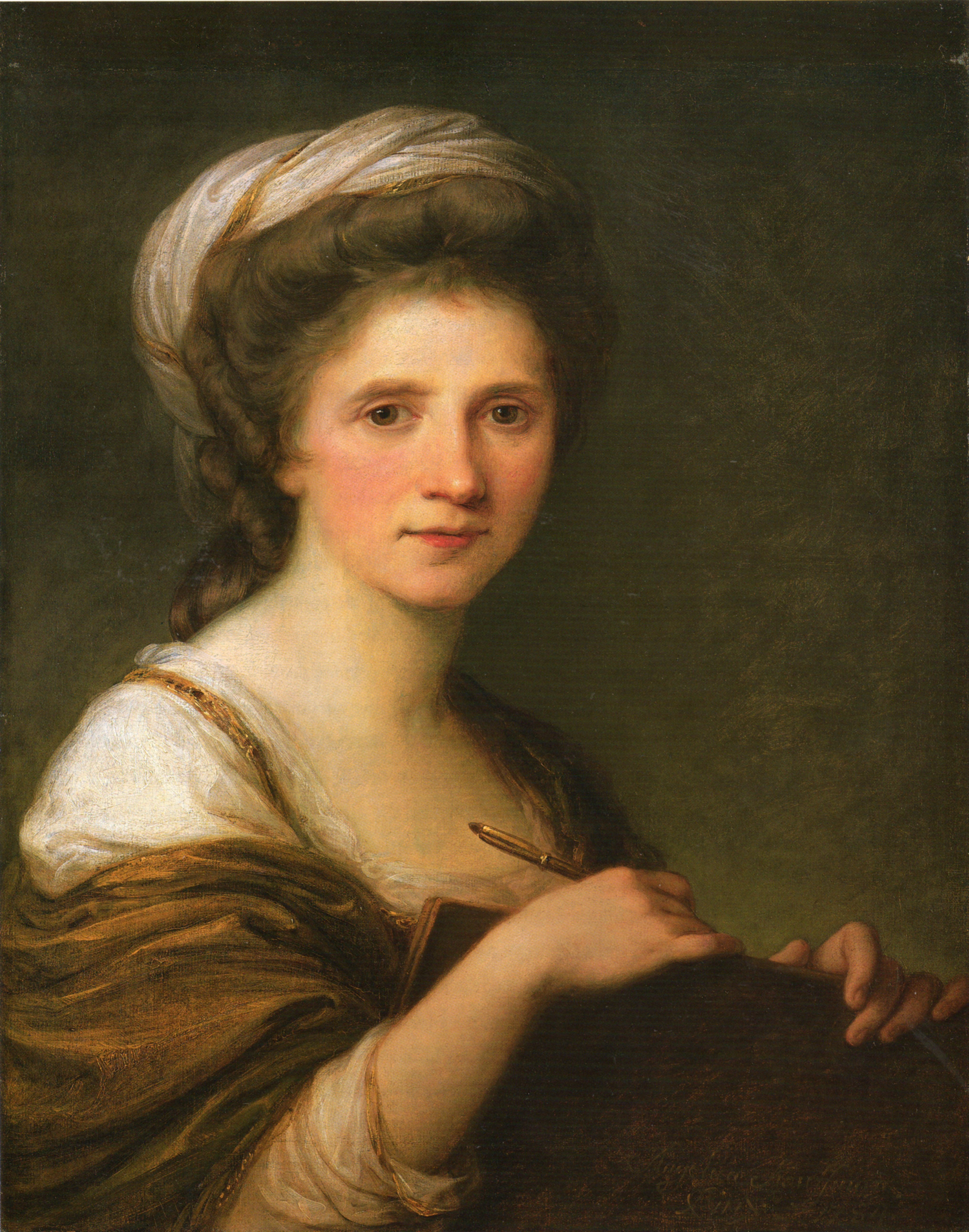
Angelica Kauffmann : Autoportrait (1784)
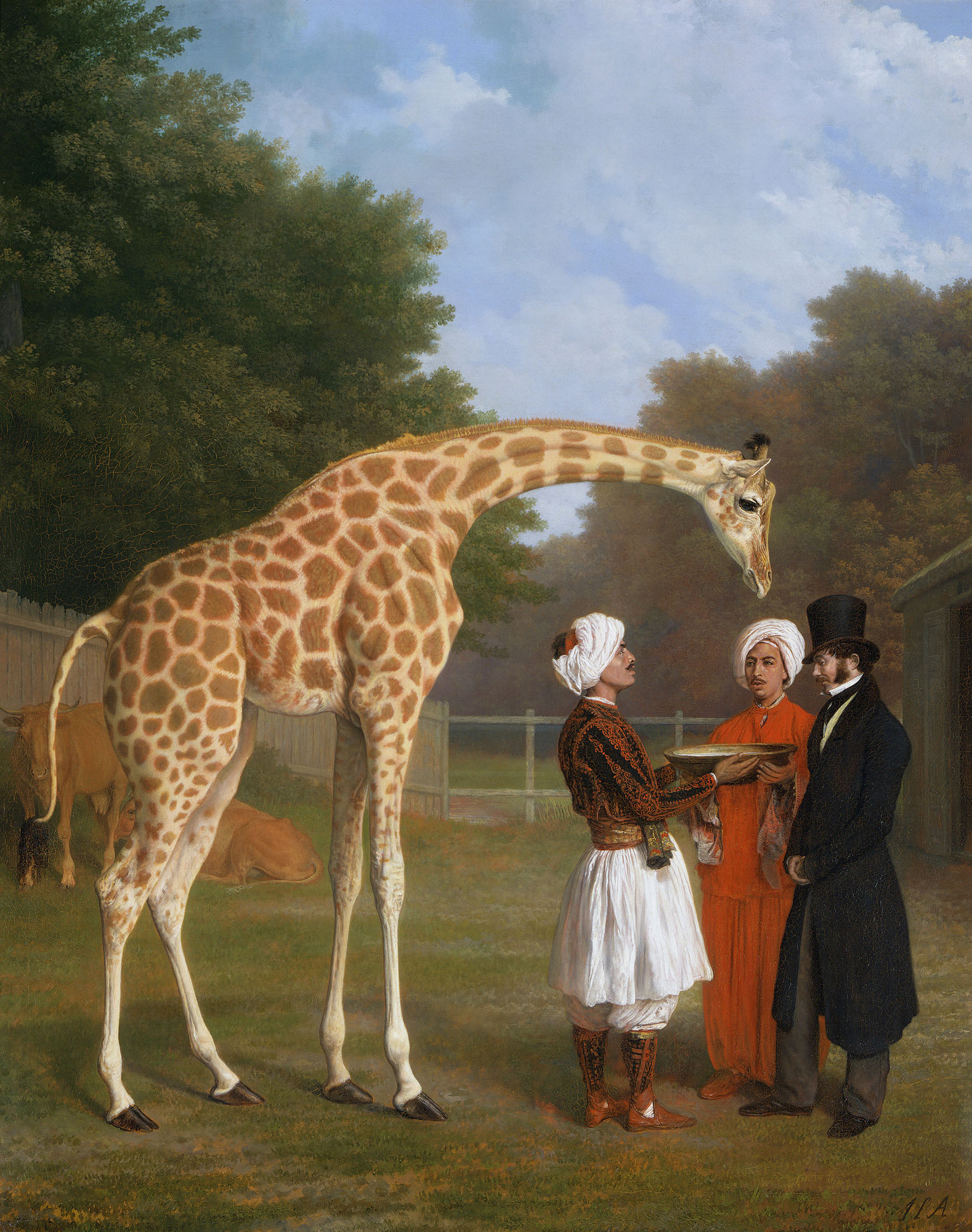
Jacques-Laurent Agasse : The Nubian Giraffe (1827)
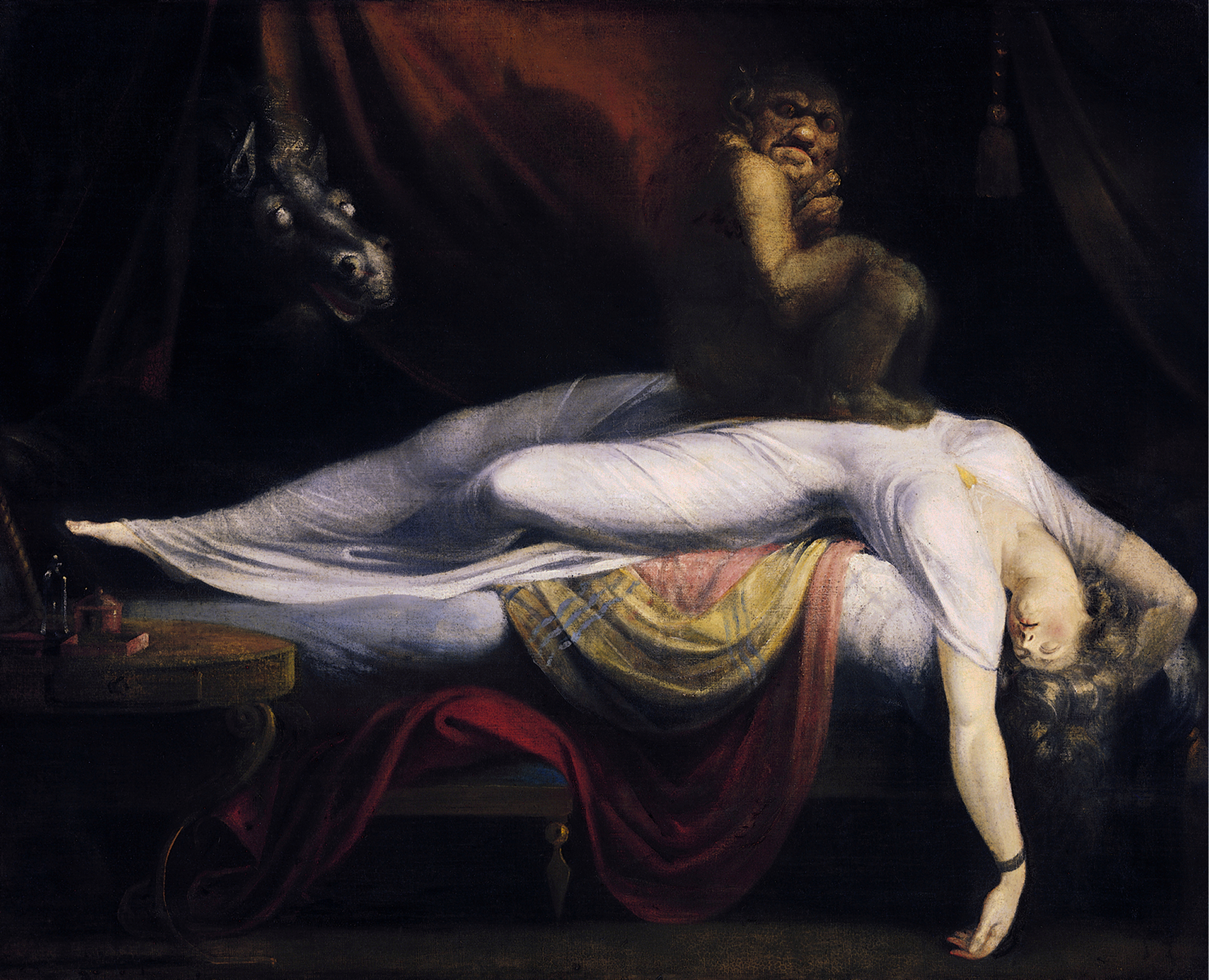
Johann Heinrich Füssli : Le Cauchemar (1781)

### Paysages (dès la fin duXVIIIesiècle)
Peinture

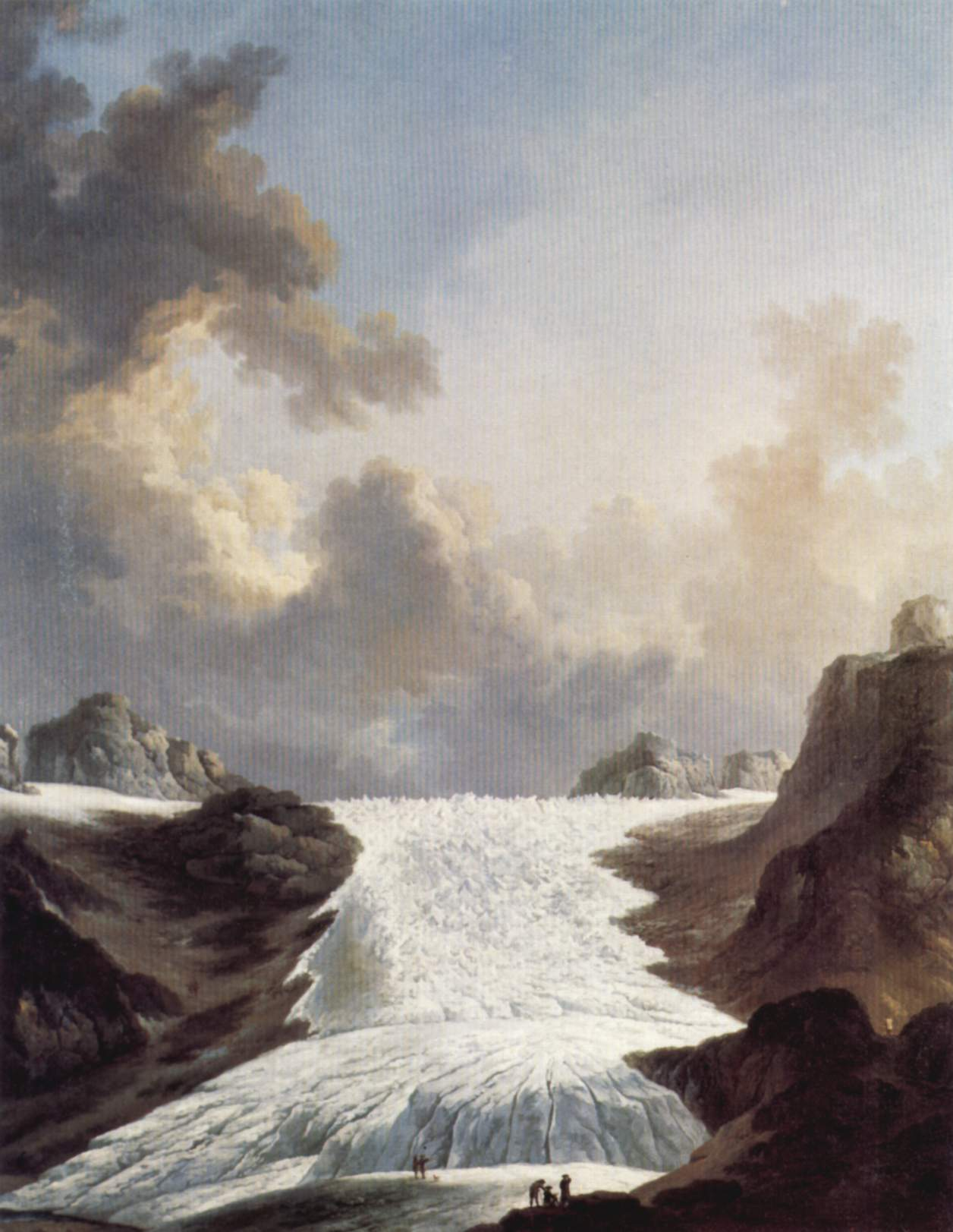
Johann Heinrich Wüest : Le Glacier du Rhône (1795)

À la faveur du développement du tourisme dans les régions alpines, attirant le monde en Suisse, la beauté des Alpes devient le sujet suisse. Les lacs, les glaciers et la montagne sont la source d'inspiration pour les peintres qui les décrivent avec réalisme. Caspar Wolf de Muri et Johann Heinrich Wüest de Zurich en seront les principaux représentants. On trouve ensuite le Genevois François Diday (1802 – 1877) mais également Alexandre Calame (1810 – 1864), Rudolf Koller (1828 – 1905) et Robert Zünd (1827 – 1909).
Caspar Wolf (1735 - 1783), après son apprentissage en Allemagne et un séjour en France, découvre l'Oberland bernois en 1774 et se consacre alors à la peinture de haute montagne.
Johann Heinrich Wüest (1741 – 1821) est un autodidacte. Il séjourne à Amsterdam puis à Paris. De retour à Zurich, sa ville natale, en 1769, il est cofondateur de la société zurichoise des beaux-arts. Il réalise des peintures des Alpes suisses, également sur commande d'un naturaliste anglais.

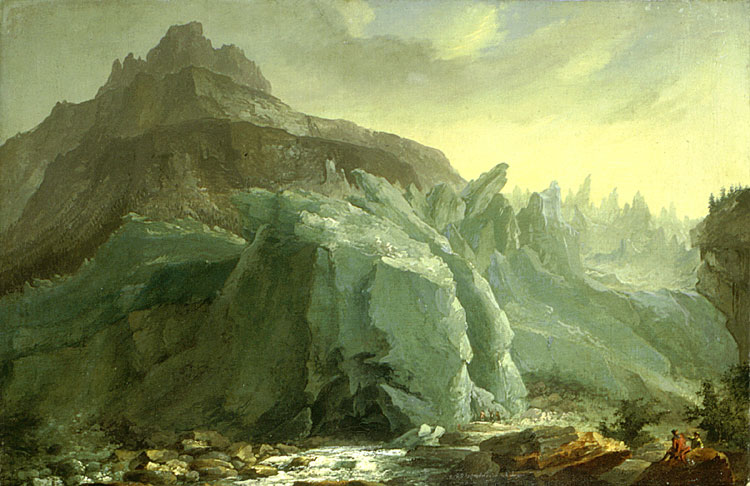
Caspar Wolf : Le glacier de Grindelwald (1774)
Alexandre Calame : Paysage suisse (1830)
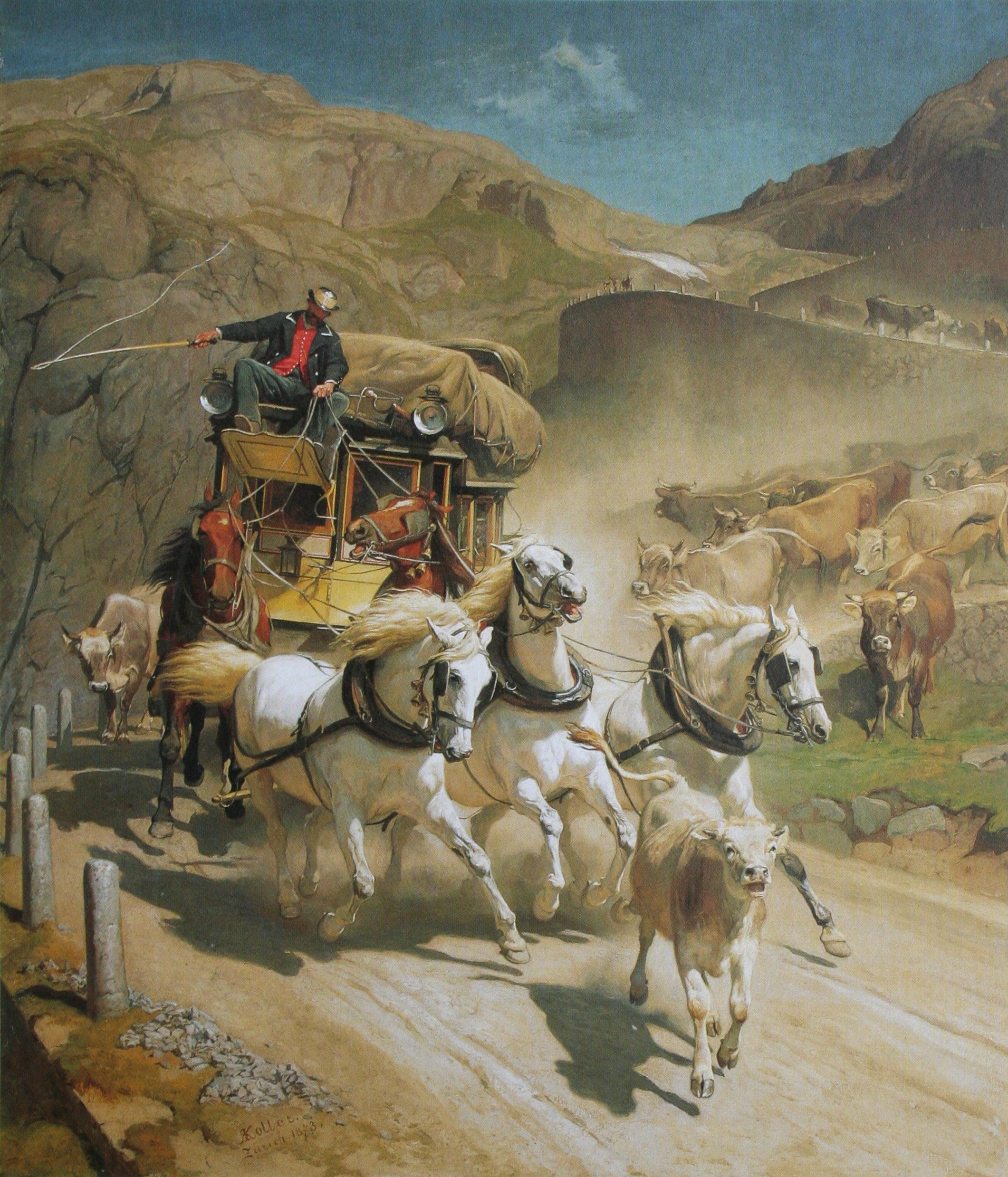
Rudolf Koller : La poste du Gothard (1873)
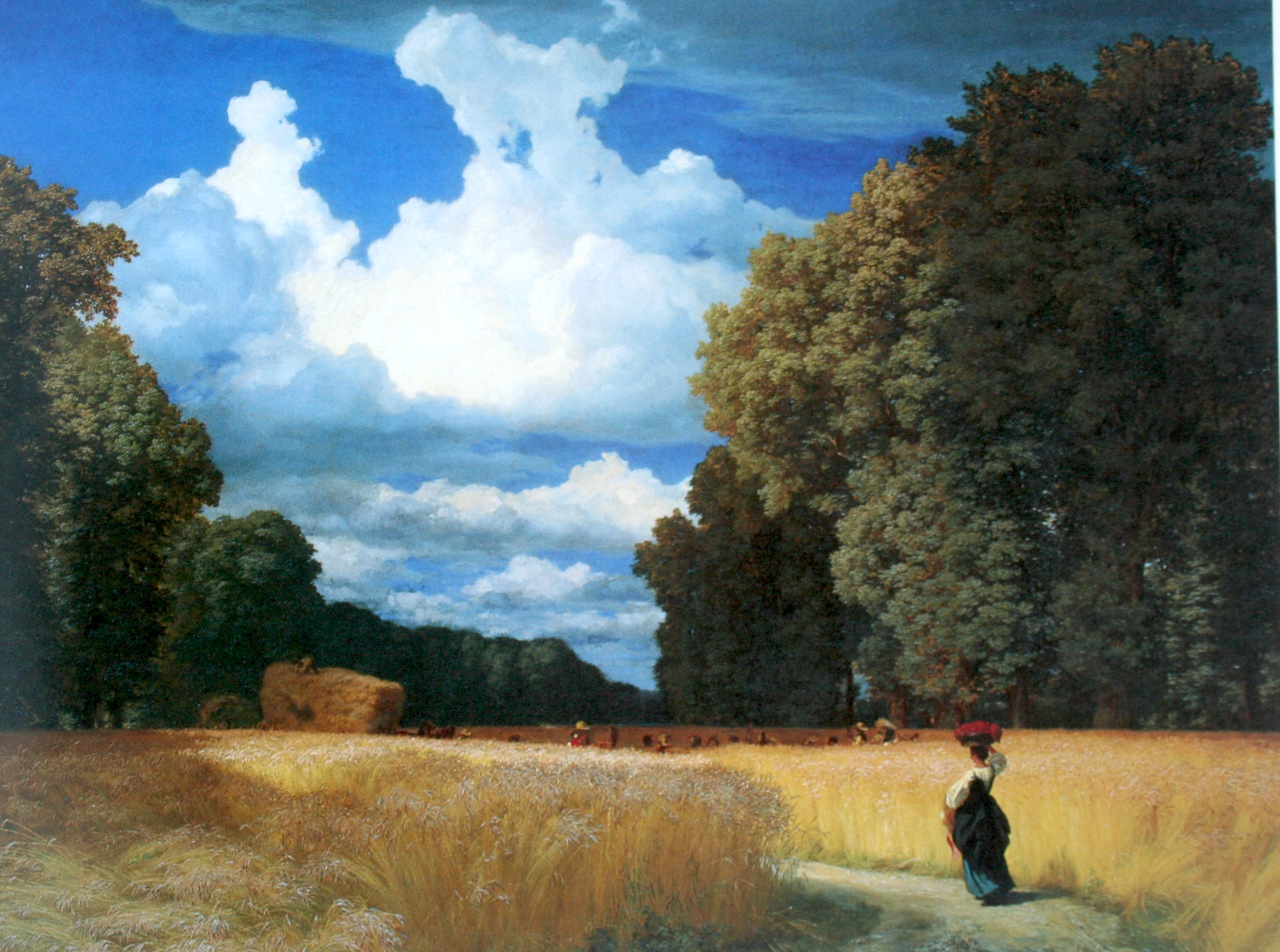
Robert Zünd : La moisson (1859)

### LeXIXesiècle

#### Situation politique et institutions artistiques

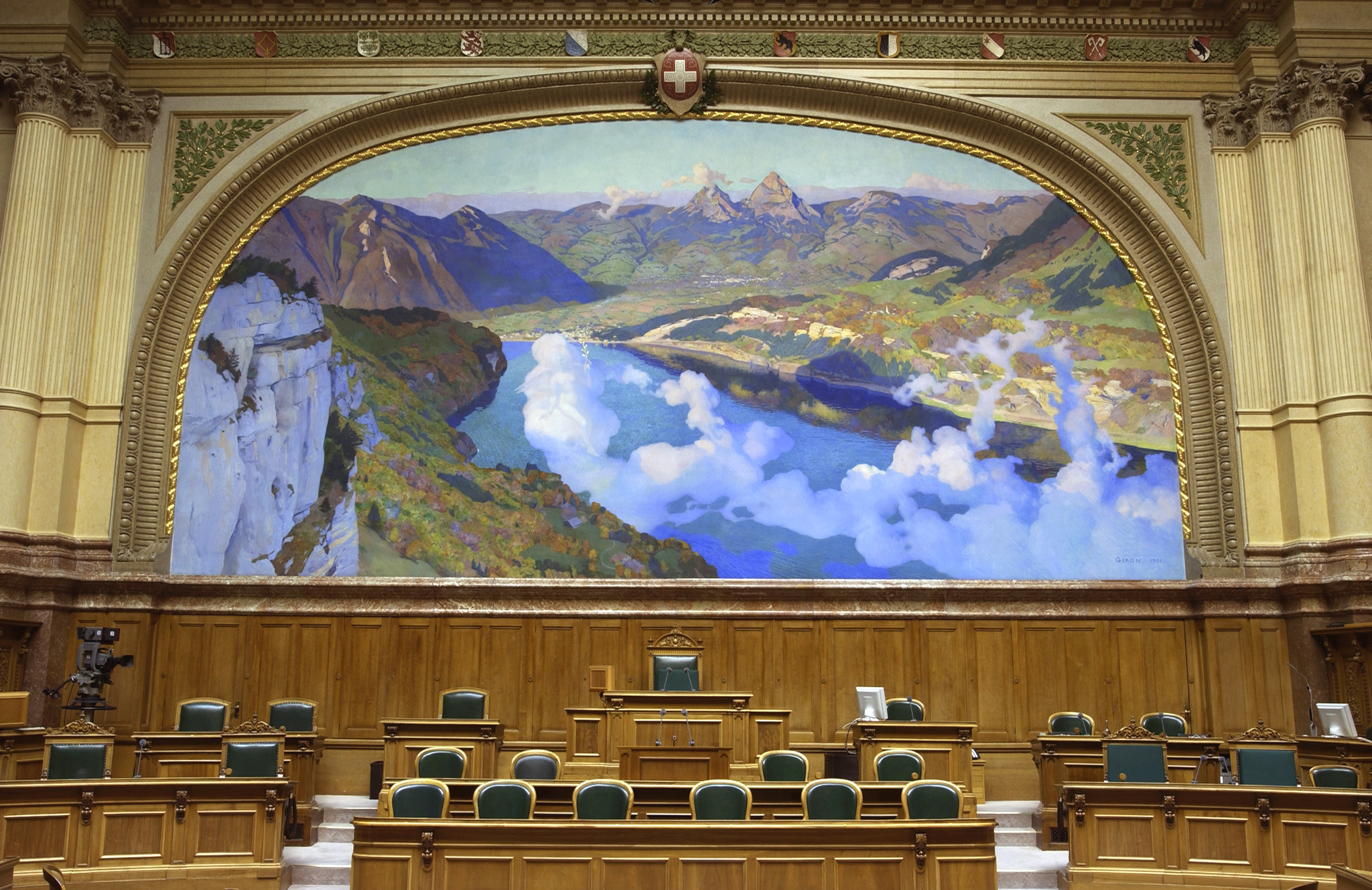
Charles Giron (1859–1914) : « Le berceau de la confédération » dans la salle du parlement fédéral

La situation politique de la Suisse change. Après la domination française entre 1789 et 1815 la Suisse se transforme lentement en une nation moderne pour devenir un État fédéral en 1848.
Les organes officiels sont constitués selon les critères du fédéralisme basé sur les régions géographiques et linguistiques de sorte qu'il n'y a pas un art suisse cohérent. Les artistes sont formés dans les différents centres du pays ou dans les écoles étrangères.
Thomas Roffler, en 1927, fait remarquer que « l'art suisse, quoique doué d'une indépendance et d'une originalité digne de respect, n'a cependant pas une envergure européenne. ». Il est fréquent de considérer les artistes suisses soit comme adeptes d'écoles étrangères, ou difficiles à situer dans le contexte européen ou encore comme des parents pauvres en comparaison avec les grandes nations européennes. La force d'attraction de l'étranger prive l'art suisse d'une part de son rayonnement et empêche son unification .
Sous la République helvétique (1798 – 1800) Philipp Albert Stapfer, ministre des Arts et des Sciences, avait le projet de centraliser les beaux-arts. Il n'eut pas le temps de mettre à exécution son programme, néanmoins ses idées entraînent la fondation d'une première société d'art à Berne en 1799.
La société suisse des beaux-arts (1806) est la première institution publique à l'échelon national pour encourager le développement des beaux-arts. Puis, dans la seconde moitié du siècle sont fondées la société suisse des peintres et sculpteurs suisses (1866, société suisse des peintres, sculpteurs et architectes suisses depuis 1906 et Visarte depuis 2001) et la commission fédérale des beaux-arts (1887) qui est l'organe de l'État.

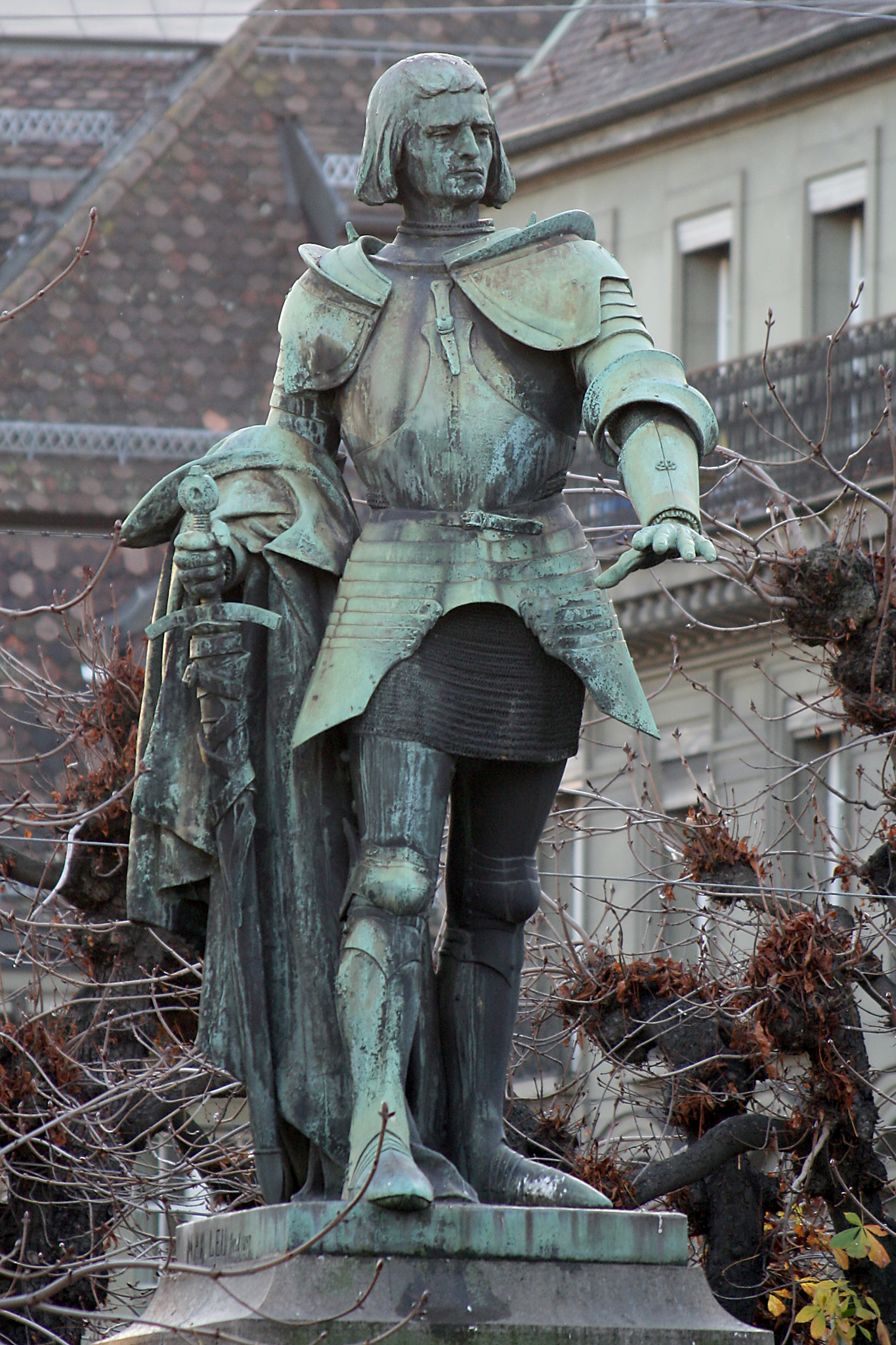
Max Leu : statue d'Adrian I von Bubenberg (1897)

En 1848, la politique culturelle ne fait pas partie de la constitution. Le nouvel État fédéral ne réunit pas sa collection d'art dans une « galerie nationale des beaux-arts » mais la disperse entre musées et bâtiments administratifs. Frank Buchser revendique des autorités fédérales la protection des beaux-arts, l'organisation d'expositions nationales d'art, des bourses subventionnées par la Confédération et la représentation des artistes dans une Commission fédérale des arts, ce qu'il obtient en 1887 avec la création de la commission fédérale des beaux-arts,.
Des manifestations d'art itinérantes (tournus), organisées par la société suisse des beaux-arts, ont lieu à partir de 1840, la première à Bâle,. La commission fédérale des beaux-arts organise à Berne en 1890 la première exposition nationale suisse des beaux-arts.
Les premières subventions fédérales sont accordées en 1860. À la fin du XIXe siècle l'art patriotique atteint son apogée avec les fresques de Ferdinand Hodler pour le musée national suisse et nombre de peintures murales sur divers monuments de Suisse.
Pour les sculpteurs, les commandes de monuments patriotiques, nés d'initiatives privées et réalisés grâce aux souscriptions publiques, se développent à partir de la Régénération (1830).  Avec la nouvelle constitution de 1848, chaque canton se dote de monuments identitaires. Ils représentent les réformateurs, les savants ou les guerriers. Les figures mythiques, comme Tell ou Winkelried sont appréciées. Parmi les personnalités, le général Guillaume-Henri Dufour a droit à une statue équestre à Genève réalisée par Karl Alfred Lanz (1877 – 1894), Max Leu (1862 – 1899) réalise la statue d'Adrian I von Bubenberg (1897) située à Berne et à Zurich, par exemple, la statue d'Alfred Escher (1899), homme politique et industriel zurichois, par le sculpteur Richard Kissling (1848 - 1919). Les nouveaux bâtiments (musées, universités, postes, gares, etc.) sont essentiellement ornementés avec la figure allégorique Helvetia.

#### Artistes duXIXesiècle
Sculpture

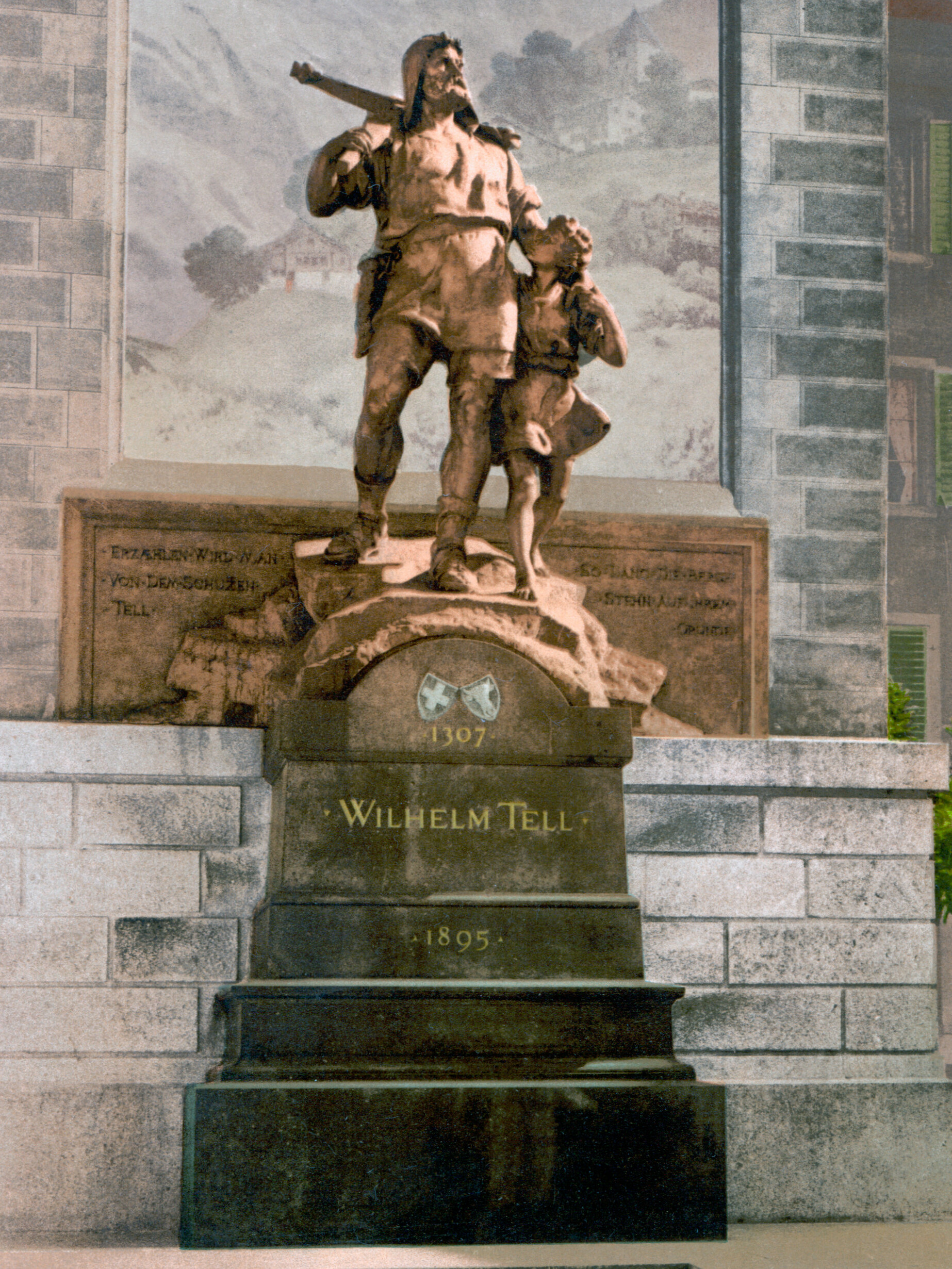
Richard Kissling : Sculpture de Tell à Altdorf (1865)

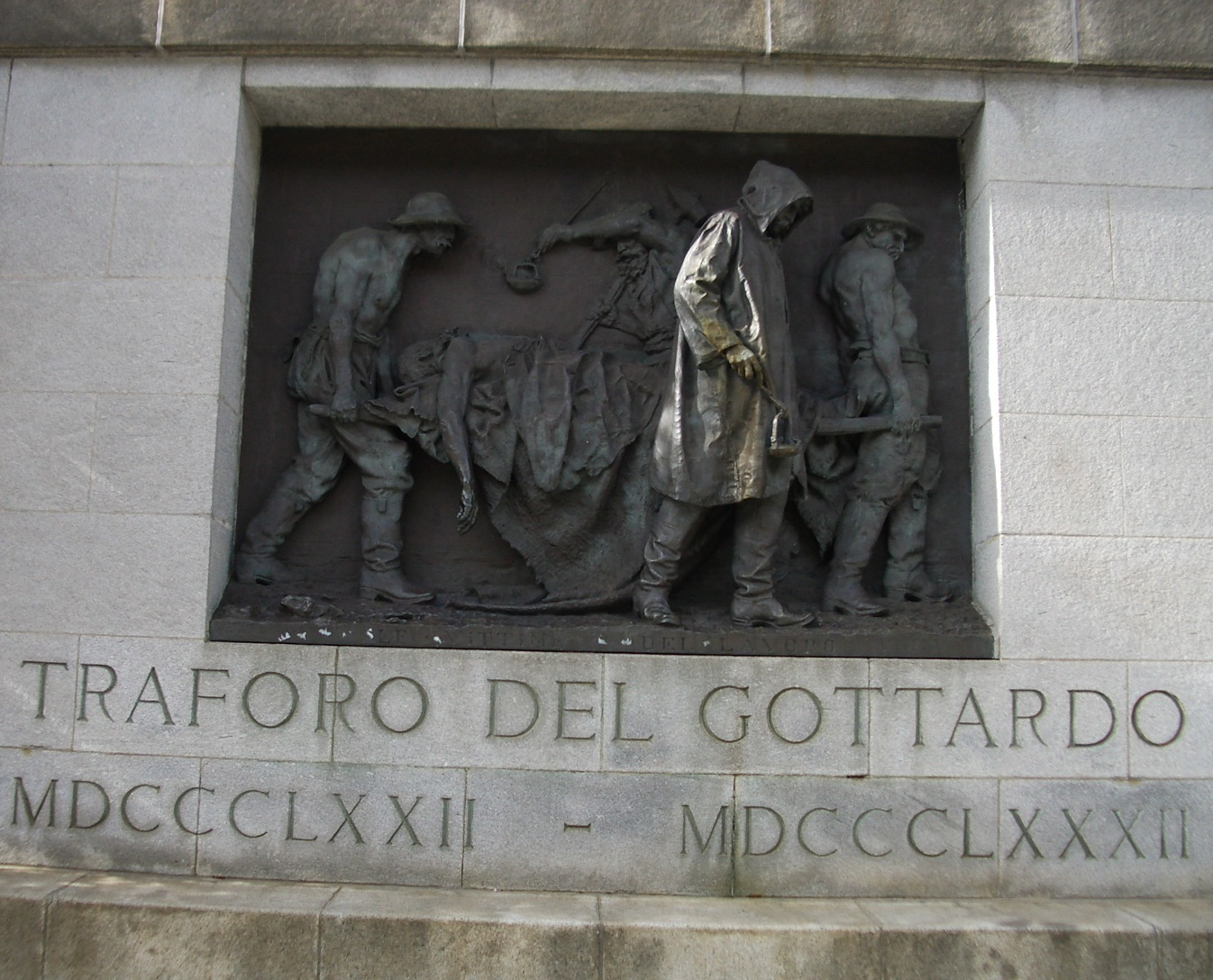
Vincenzo Vela : Monument pour les victimes du percement du tunnel du Gothard

Les sculpteurs académiques se forment à Stuttgart chez Johann Heinrich Dannecker ou à Munich chez Thomas Schwanthaler, pour les suisses alémaniques, ou à Paris, pour les suisses romands.
Heinrich-Maximilian Imhof (1795 – 1869) de Bürglen, formé à Stuttgart, se rend à Rome et réalise des commandes de Louis Ier de Bavière.
Johann Jakob Oechslin (1802 - 1873) de Schaffhouse, également formé à Stuttgart, travaille à Rome. En Suisse, il réalise les frises allégoriques du Museum de Bâle (1848).
James Pradier (1790 – 1852) de Genève, formé à Paris, remporte en 1813 le Prix de Rome. Il réalise notamment des figures allégoriques de l'arc de triomphe de l'Étoile à Paris (1834) et le monument dédié à Rousseau (1835) à Genève.
Adèle d'Affry dite Marcello (1836 – 1879) de Fribourg, est connue pour sa sculpture en bronze de la Pythie qui orne l'Opéra de Paris.
Le tessinois Vincenzo Vela (1820 – 1891) de Ligornetto, étudie à l'Académie des beaux-arts de Brera à Milan. Il réalise un monument pour les victimes du percement du tunnel du Gothard.
Peinture

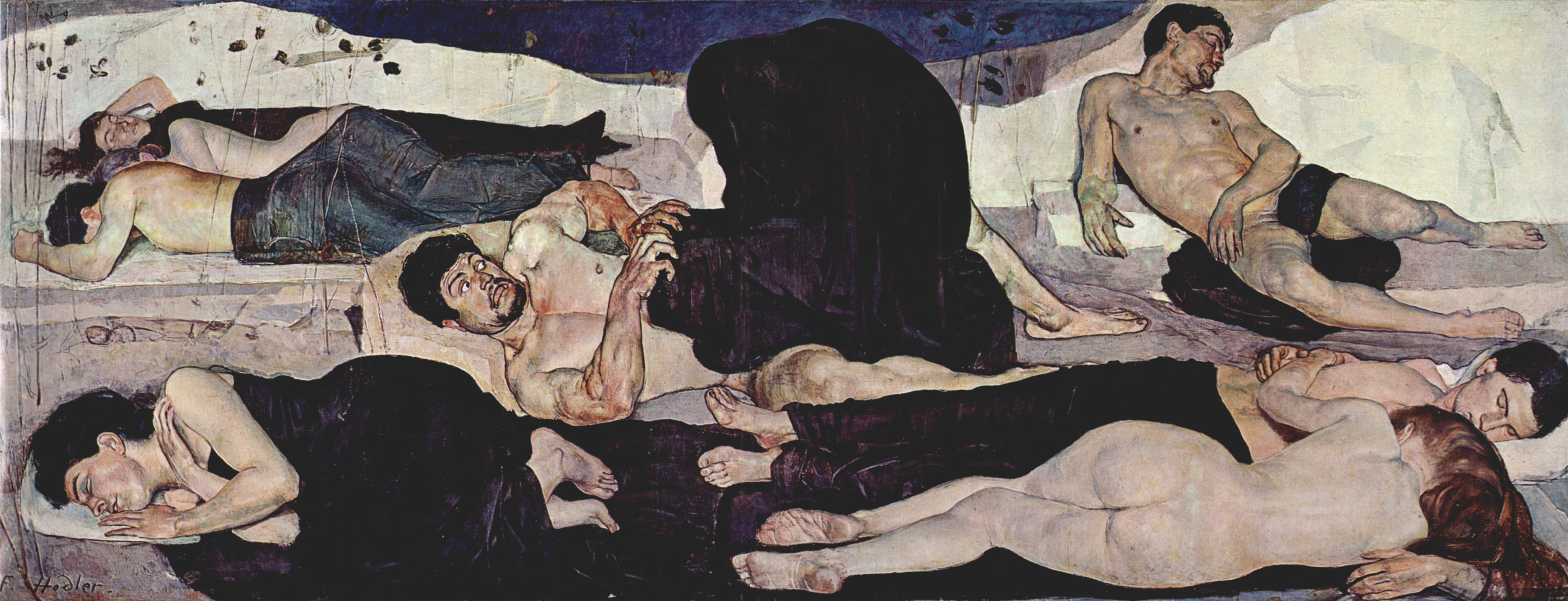
Ferdinand Hodler : La Nuit (1889 - 1890)

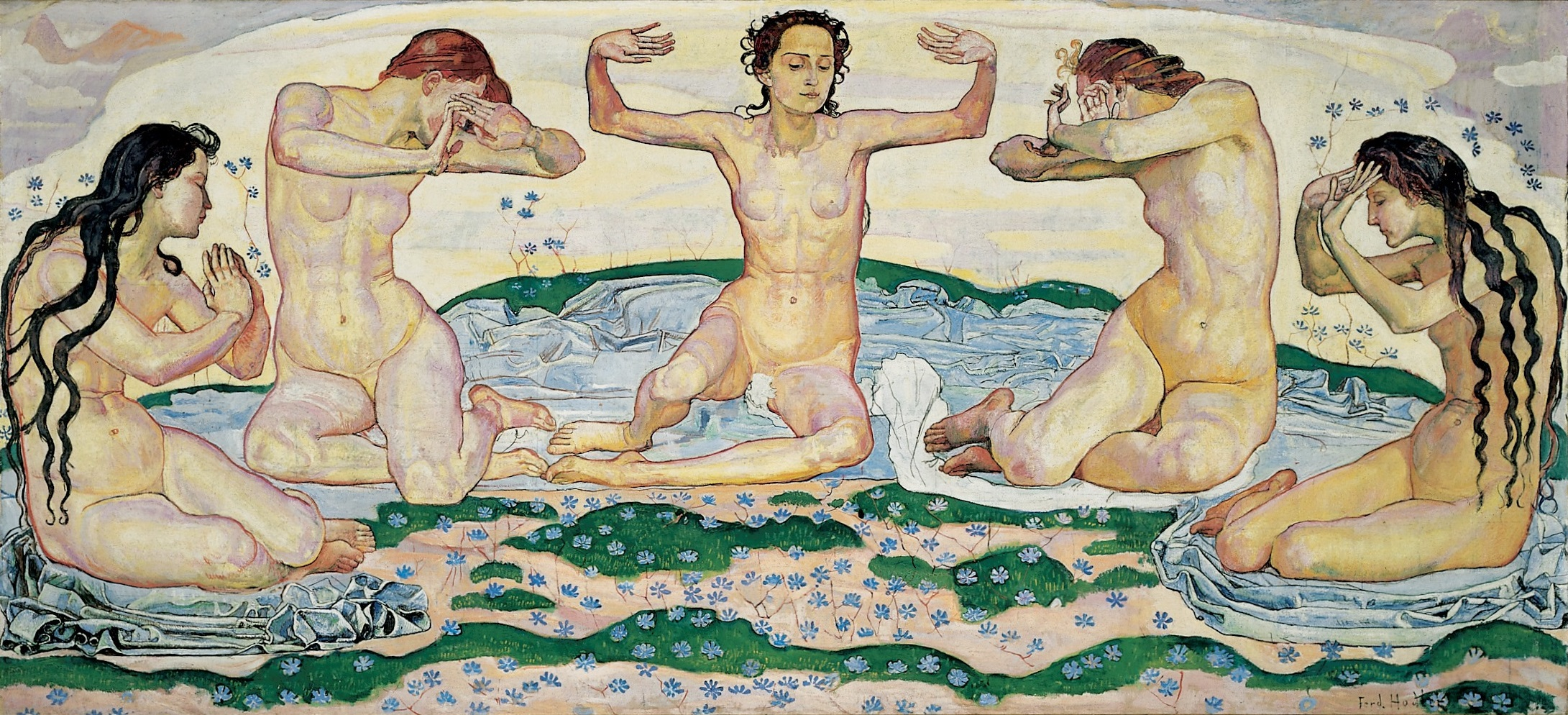
Ferdinand Hodler : Le Jour (1909 - 1919)

Outre les artistes cités plus haut (paysages) comme François Diday, Alexandre Calame, Rudolf Koller et Robert Zünd, on peut mentionner Wolfgang Adam Toepffer peintures de récits campagnards, Louis Léopold Robert (1794 - 1835), Charles Gleyre, Karl Bodmer (1809 - 1893) est l'un des premiers peintres à faire des aquarelles représentant des Indiens, des paysages de l'Ouest américain et la conquête de l'Ouest, Barthélemy Menn, le novateur Arnold Böcklin qui influence l'histoire de la peinture européenne, Frank Buchser, François Bocion (1828 - 1890) et Albert Anker qui incarne la peinture suisse tout comme Ferdinand Hodler.
Wolfgang Adam Toepffer (1766 – 1847) de Genève, maître de dessin de l'impératrice Joséphine, figure majeure de l'École genevoise. Il est le père de Rodolphe Töpffer.
Charles Gleyre (1806 – 1874) du canton de Vaud, est un peintre suisse renommé vivant à Paris. Il réalise des peintures sur commande traitant l'histoire de la Suisse, tel que le Major Davel et Les Romains sous le joug,.
Barthélemy Menn (1815 – 1893) de Genève, élève de Jean-Léonard Lugardon, se lie avec les paysagistes de l'école de Barbizon. En 1846, il ouvre un atelier pour former des élèves puis, en 1850, il devient directeur de l'École de figure (plus tard école des beaux-arts) de Genève où il enseigne pendant quarante-deux ans. Il y fut notamment le maître de Ferdinand Hodler, Pierre Pignolat et Édouard Vallet.
Arnold Böcklin (1827 – 1901) de Bâle, étudie à l'Académie des beaux-arts de Düsseldorf (de 1845 à 1847), fait un voyage d'étude en Suisse, en Hollande et en France, travaille à Rome entre 1850 et 1857, professeur à l'Académie des beaux-arts de Weimar entre 1860 et 1862. Témoin de répressions sanglantes en juin 1848 à Paris, la mort sera souvent sujet de ses toiles. Il est connu pour ses sujets mythologiques . Son tableau intitulé L'Île des morts est l'un des plus célèbres.
Frank Buchser (1828 – 1890) de Feldbrunnen à Soleure. Sa formation se situe à Paris (de 1849 à 1850) et à l'académie d'Anvers (de 1850 à 1852). À partir de 1857, il voyage en Europe, au Maroc et, entre 1866 et 1871, aux États-Unis, après la guerre de Sécession, il réalise des portraits dont celui du général Johann August Sutter. Il est cofondateur en 1866 de la Société suisse des peintres et sculpteurs suisses et à l'origine de l'arrêté fédéral de 1887 pour la promotion des arts. Il est également membre de la Commission fédérale des beaux-arts (1888-1890),.
Albert Anker (1831 – 1910) de Anet, canton de Berne fait des études de dessin chez Louis Wallinger à Neuchâtel (de 1845 à 1848) puis étudie dès 1852 la théologie à Berne et Halle, en Allemagne. En 1854, il décide de devenir peintre et devient l'élève de Charles Gleyre à Paris. Il occupe de nombreuses fonctions, tant artistiques que politiques. En 1878, il organise la section suisse de l'Exposition universelle de Paris, ce qui lui vaut d'être nommé Chevalier de la Légion d'honneur,.
Ferdinand Hodler (1853 – 1918) de Berne, s'établit à Genève en 1872. Élève de Barthélemy Menn, ses œuvres symboliques et monumentales sont réputées. Il réalise de nombreuses fresques. En 1904, il est invité d'honneur à la dix-neuvième exposition de la Sécession viennoise, qui le consacre à l'échelle européenne. En Suisse, son œuvre est ancrée dans la conscience culturelle. Ses tableaux les plus connus mettent en scène des personnages de la vie quotidienne comme le Bûcheron. Hodler reçut de nombreux prix et reconnaissances officielles.

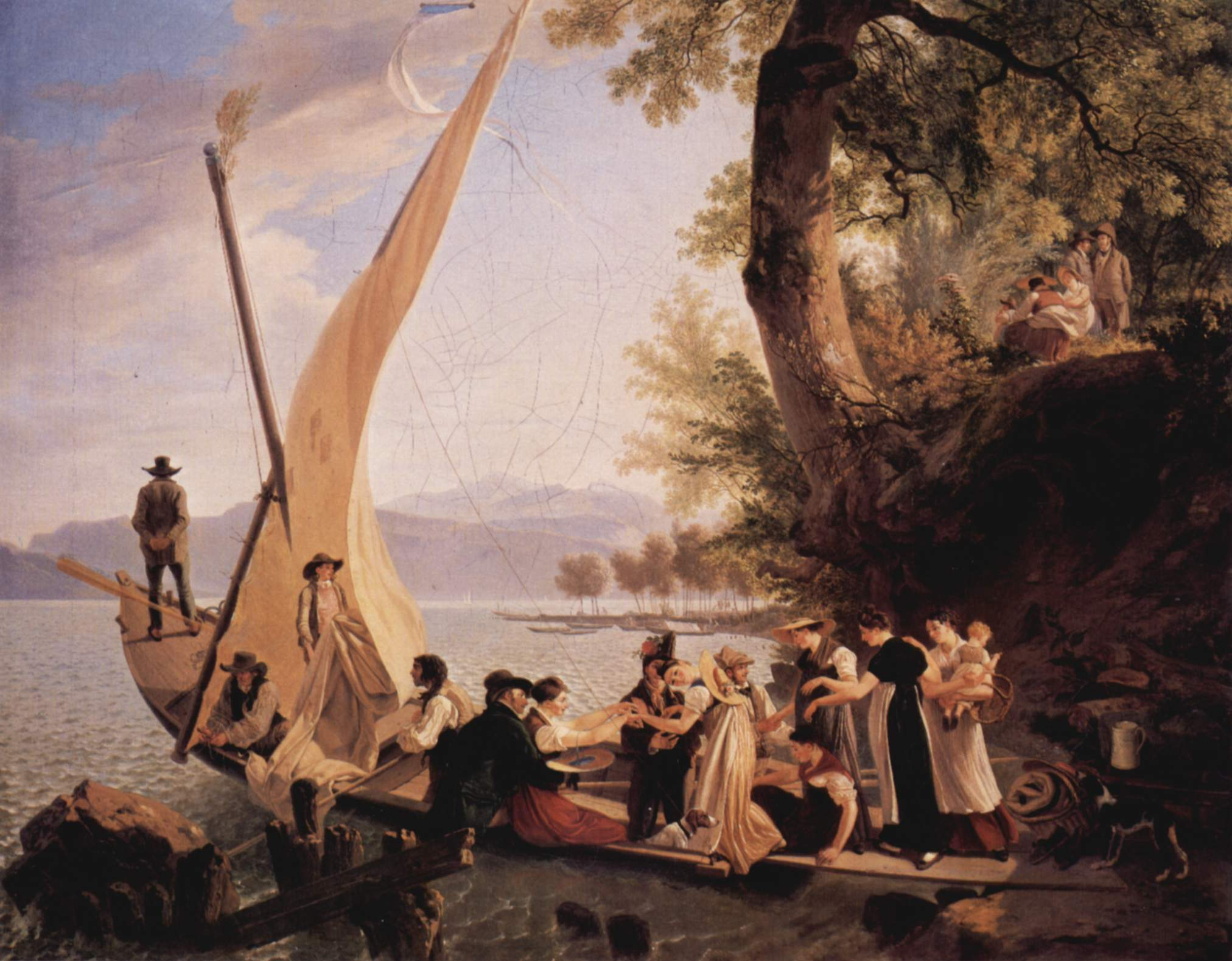
Wolfgang Adam Toepffer : L'Embarquement de la noce (1814)
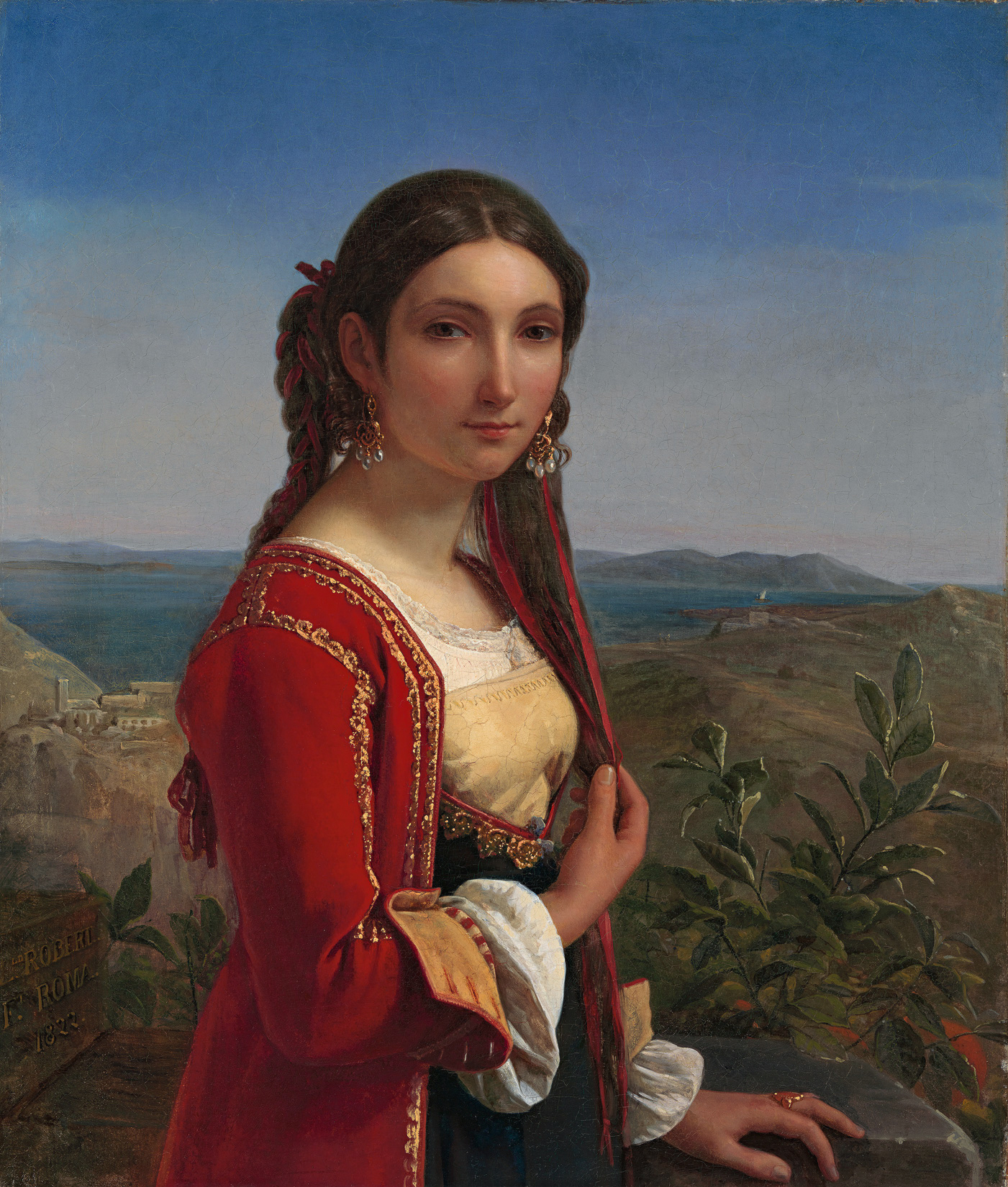
Louis Léopold Robert : Portrait d'une jeune femme de Retuna (1822)
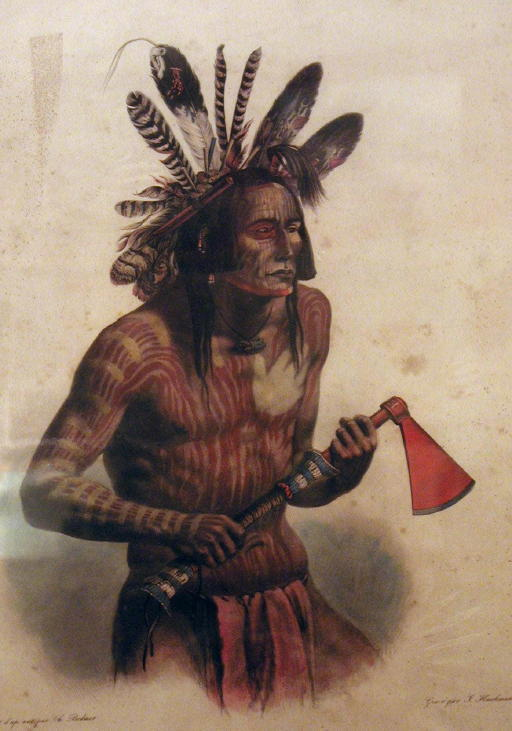
Karl Bodmer : Indien d'Amérique (1833-1834)
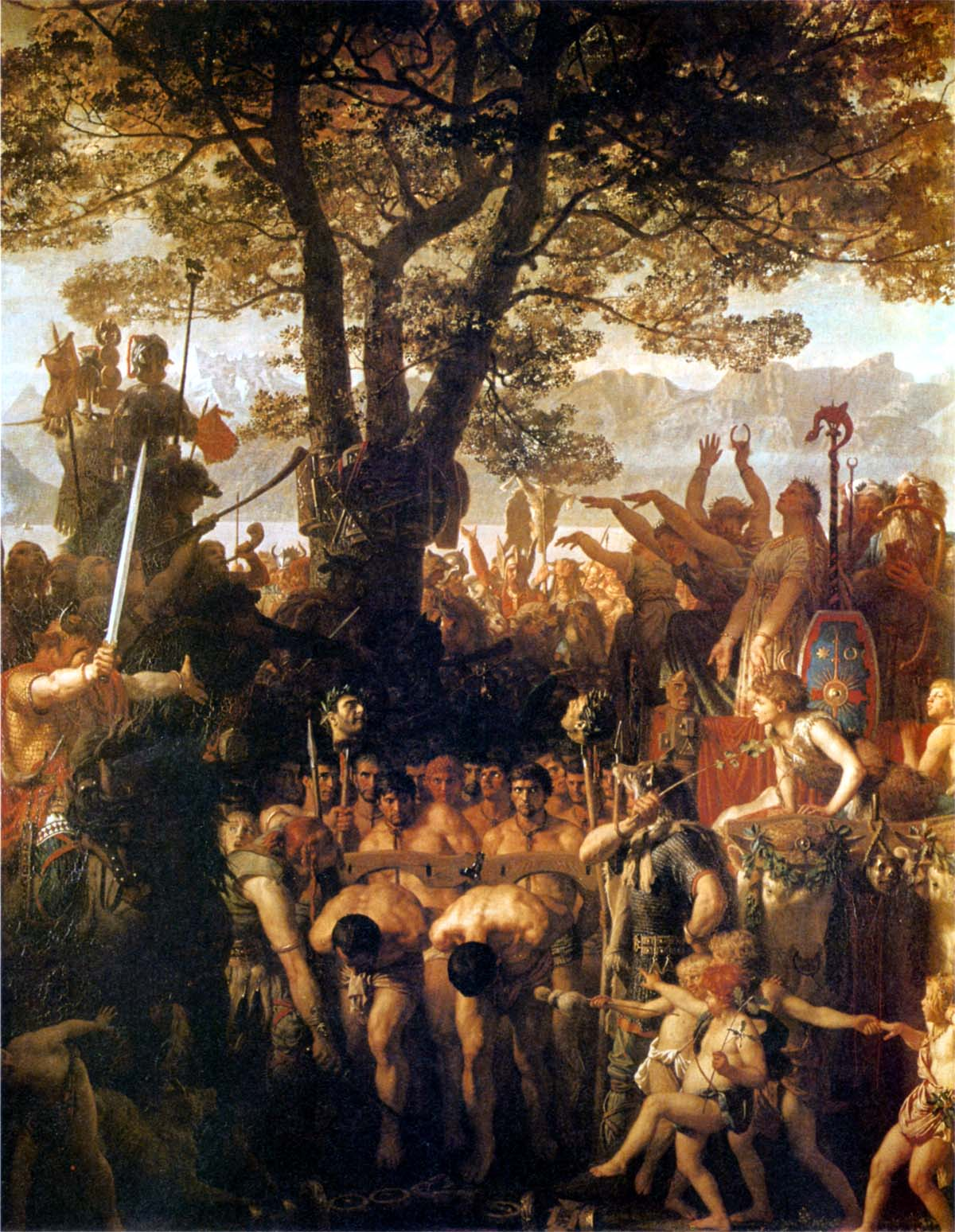
Charles Gleyre : Les Romains passant sous le joug (1858)
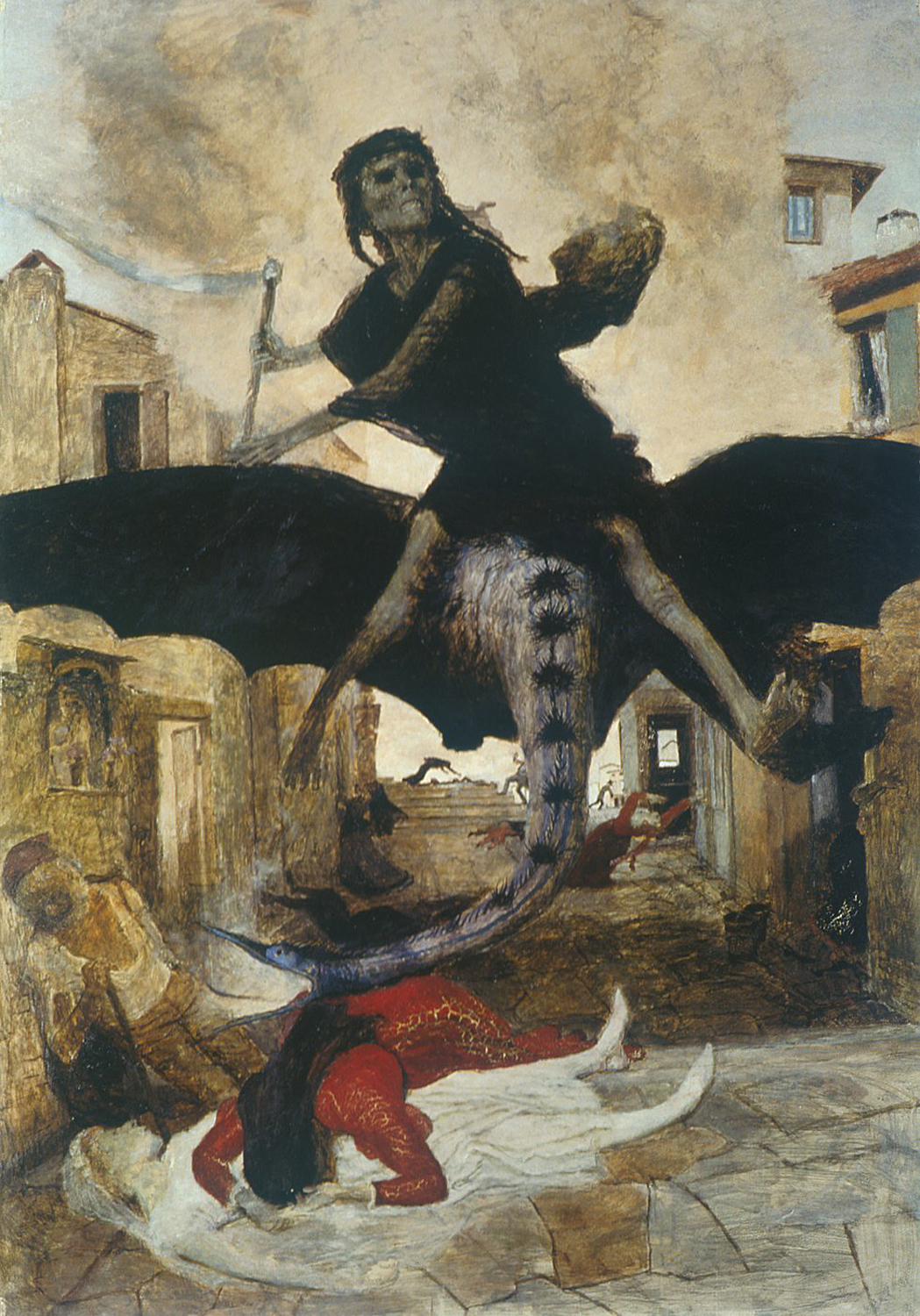
Arnold Böcklin : La Peste (1898)
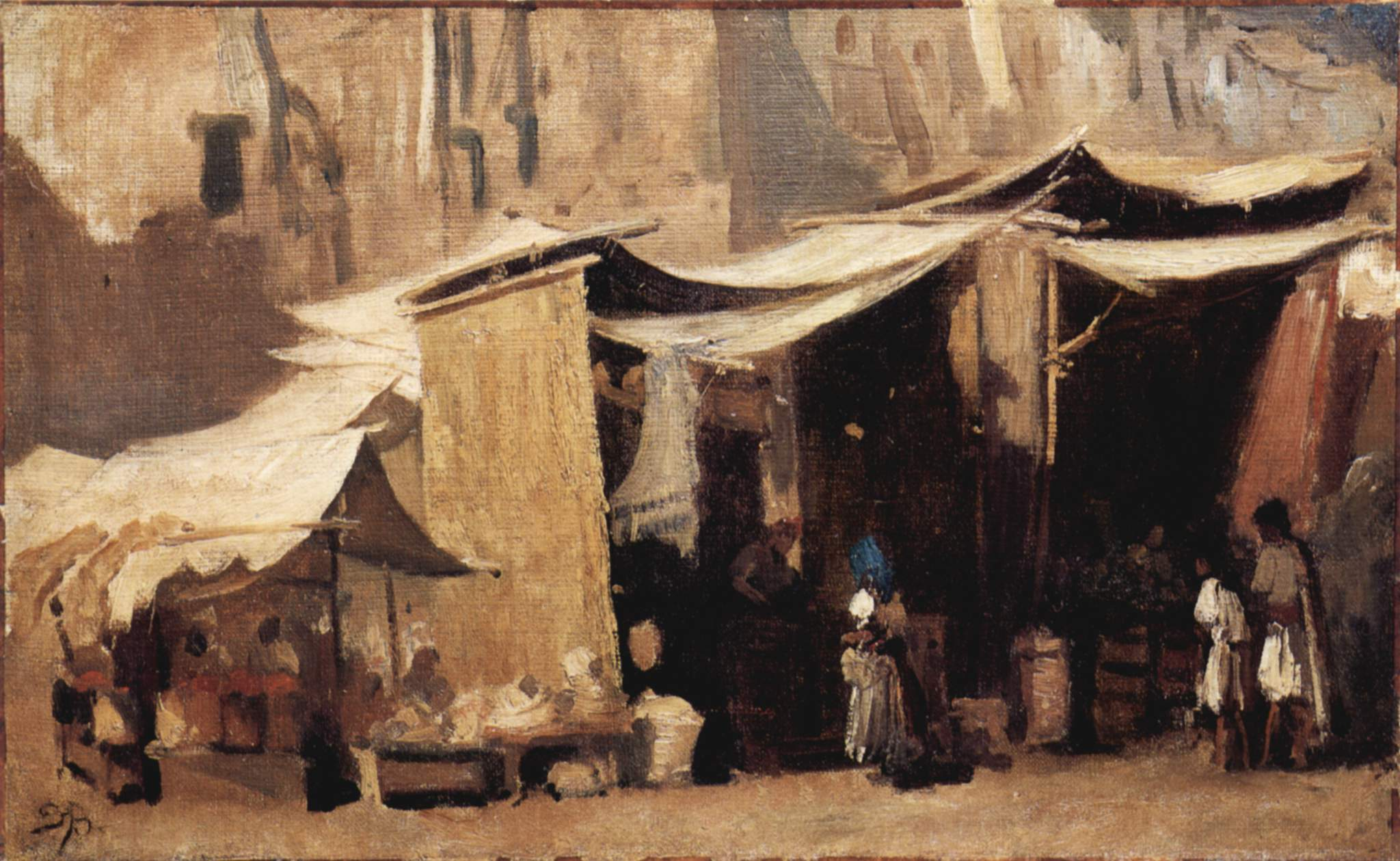
Frank Buchser : Scène de rue à Alger (vers 1850)
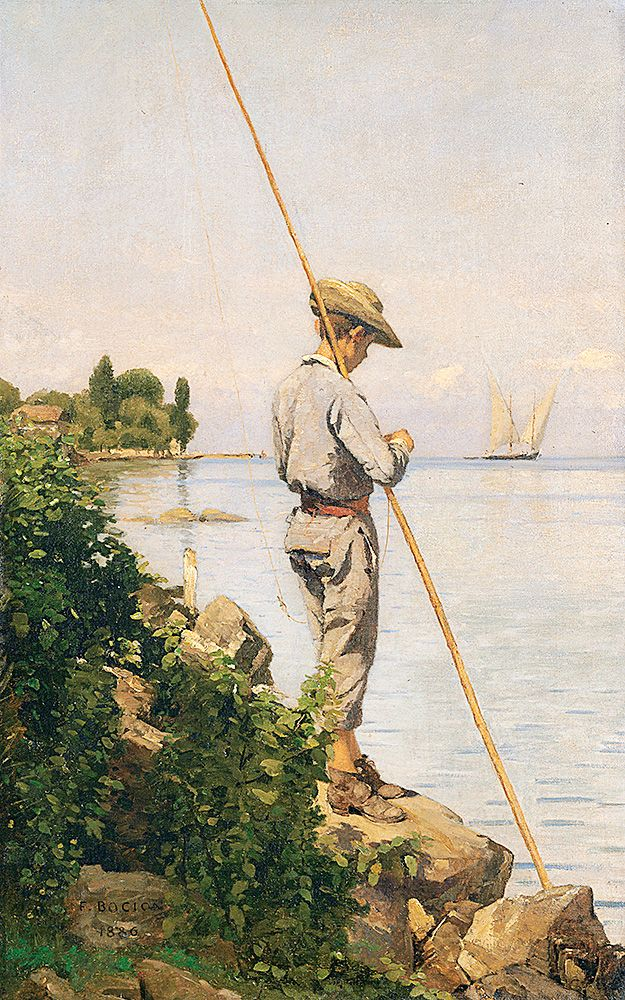
François Bocion : Pêcheur à la ligne (1886)
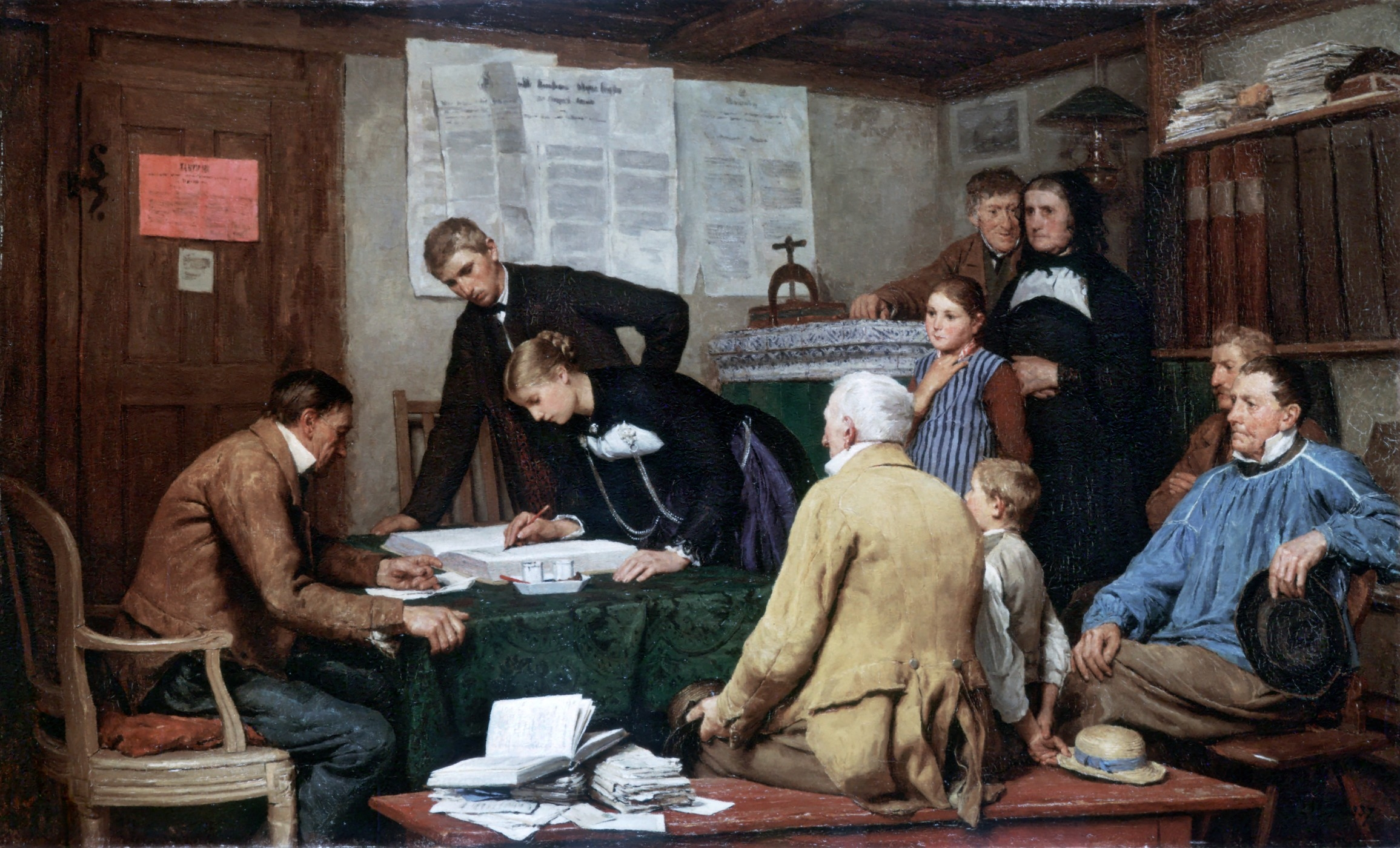
Albert Anker : Le Mariage civil (1887)

### Au tournant duXXesiècle
Peinture
Une génération de peintres, auxquels il faut adjoindre Ferdinand Hodler et Arnold Böcklin, fournit une importante contribution à l'art européen. Certains de ces artistes sont des émigrants ou des « sans-patrie ». Parmi ces artistes citons Louise Catherine Breslau (1856-1927), suissesse née à Munich et originaire d'Argovie, qui fait carrière à Paris dans le mouvement impressionniste, Giovanni Segantini (1858 – 1899), italien du Tyrol du sud, qui s'installe à Saint-Moritz et peint les paysages, Albert Trachsel (1863 – 1929) contribue à la peinture abstraite, Félix Vallotton (1865 – 1925) Lausannois d'origine, naturalisé français, avec qui le mouvement des Nabis préfigure l'Art nouveau, Giovanni Giacometti (1868 – 1933), père d'Alberto Giacometti célèbre sculpteur, Max Buri galerie (1868 – 1915) est l'héritier d'Hodler, Cuno Amiet (1868 – 1961) est proche du groupe « Die Brücke ». René Auberjonois (1872 – 1957) ou Louis Soutter (1871 – 1942) ne sont pas populaires, ils ont emprunté des voies marginales et marquent l'art suisse d'une façon particulière,. À noter la figure originale d'Adolf Robbi (1868 - 1920), qui fit d'abord part du mouvement nabis avant de trouver sa voie dans l'impressionnisme, inspiré par le mouvement de Pont-Aven. Et enfin, Edmond-Henri Zeiger-Viallet (1895-1994) qui a contribué à la rédaction du Bénézit.

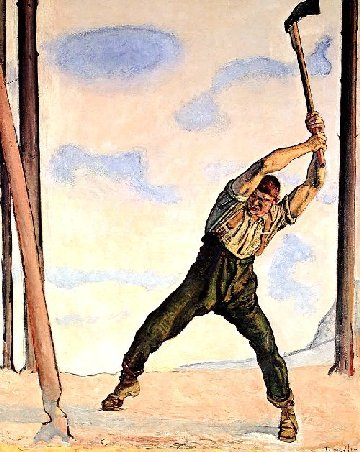
Ferdinand Hodler : Le Bûcheron (1910)
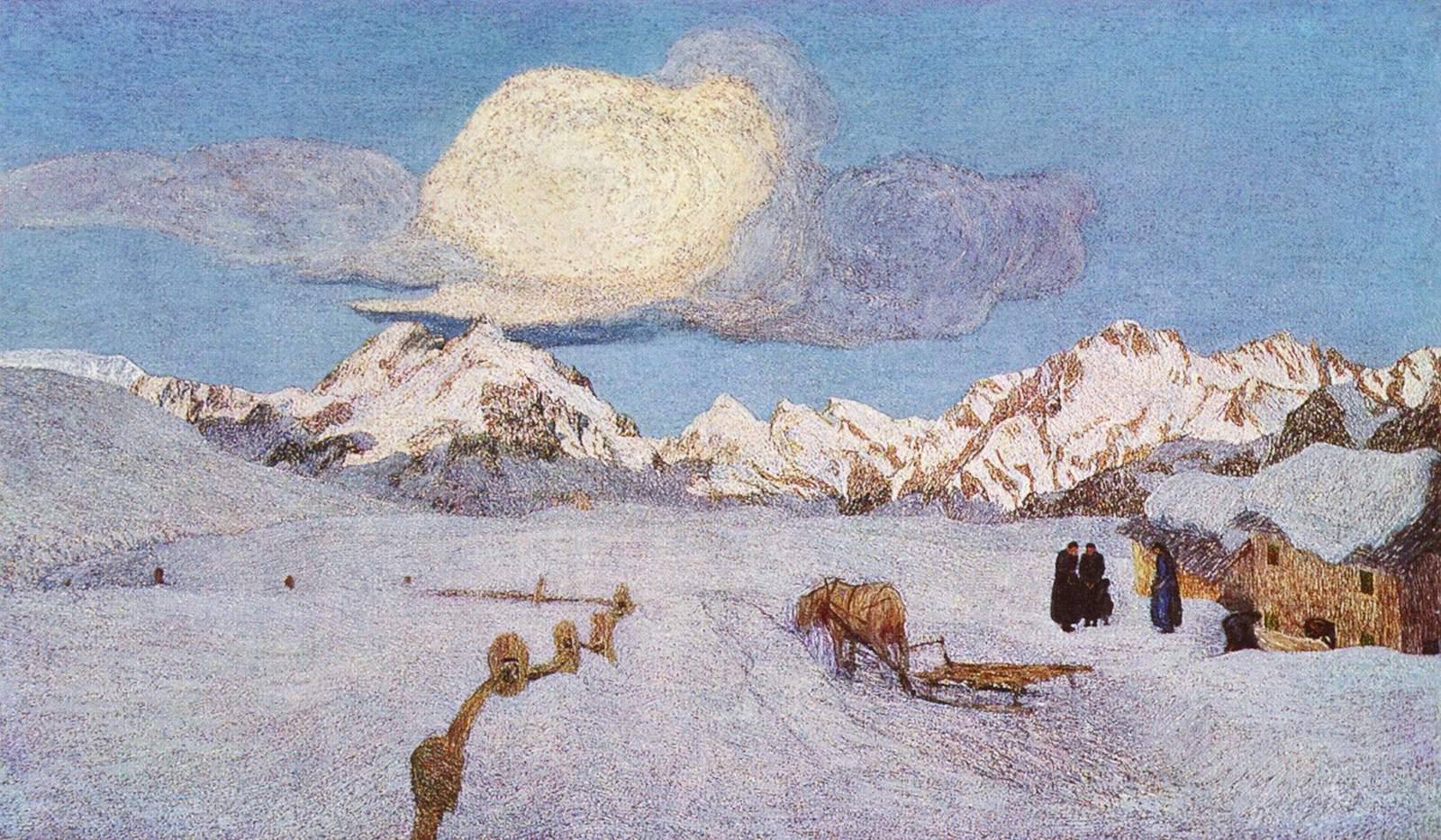
Giovanni Segantini : La Morte (1898 - 1899)
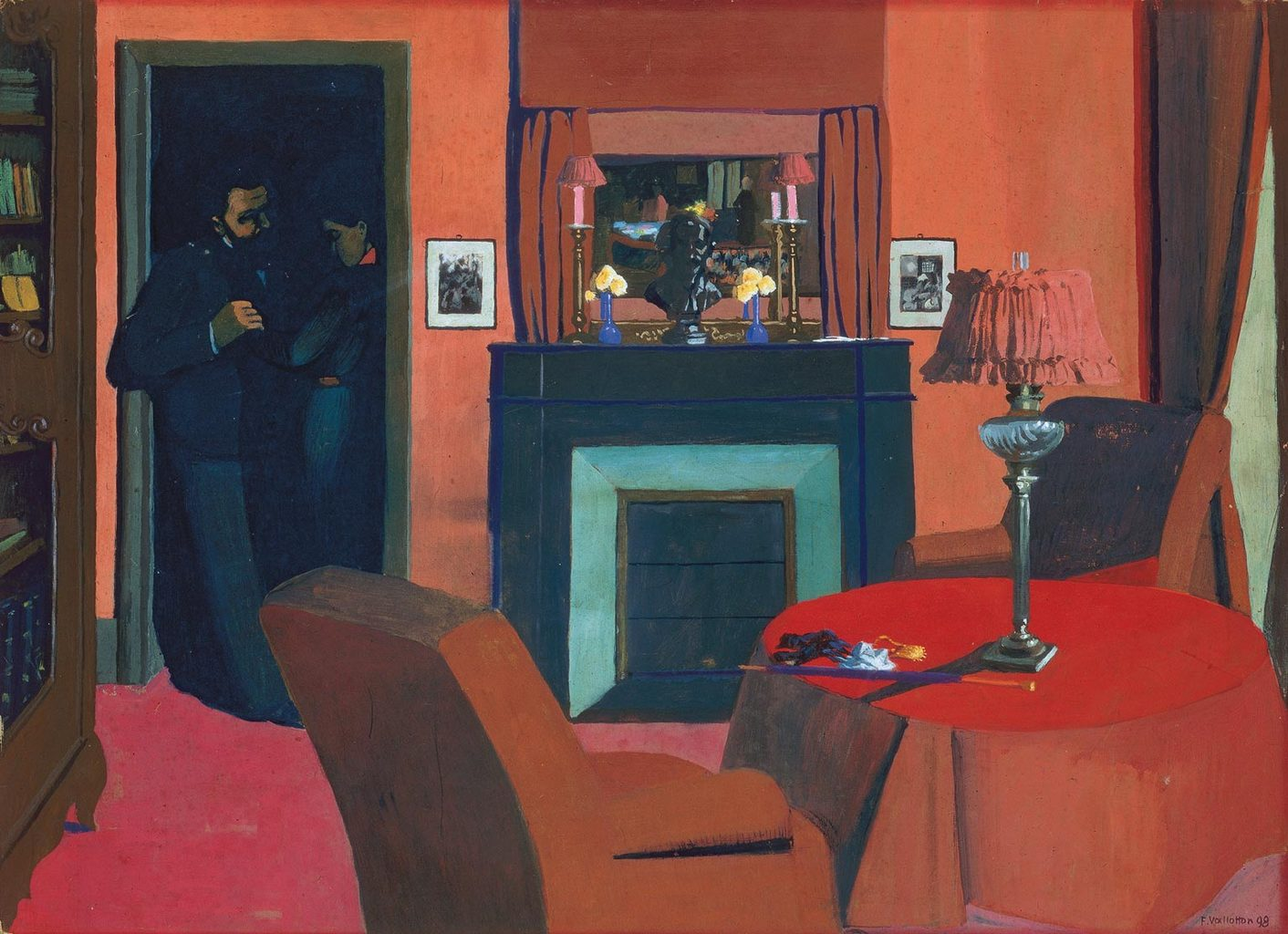
Félix Vallotton : La Chambre rouge (1898)
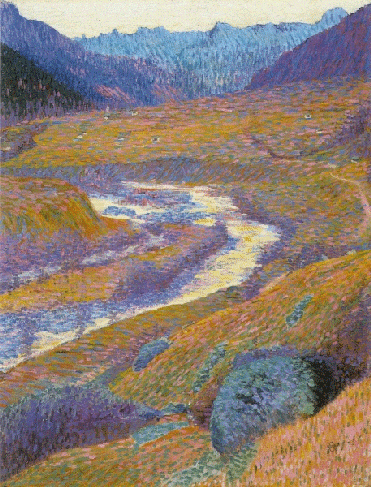
Giovanni Giacometti : Soir d'automne (1903)
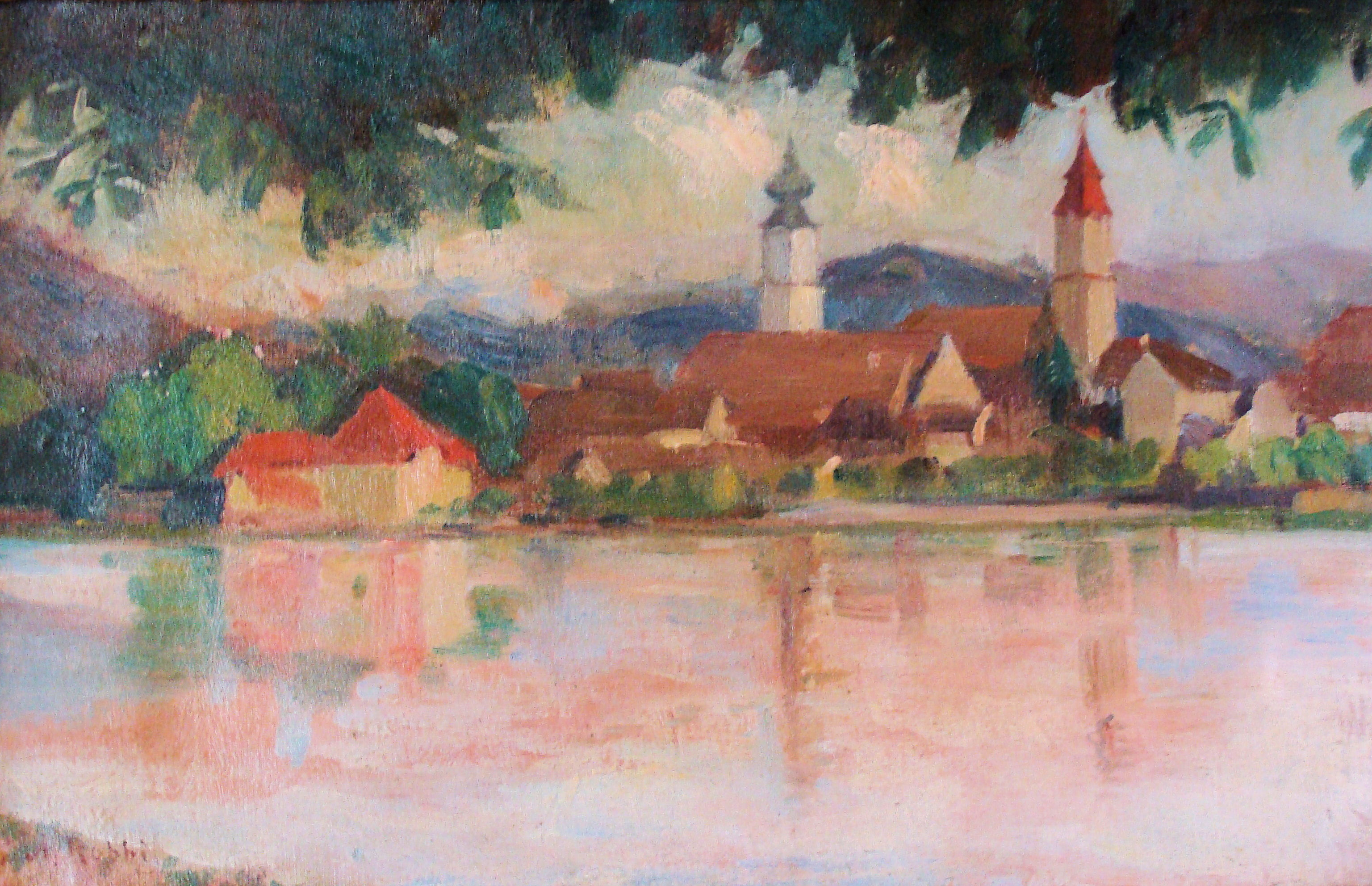
Adolf Robbi : Lindau vu du lac de Constance (1900 - 1910)

### LeXXesiècle
Sculpture

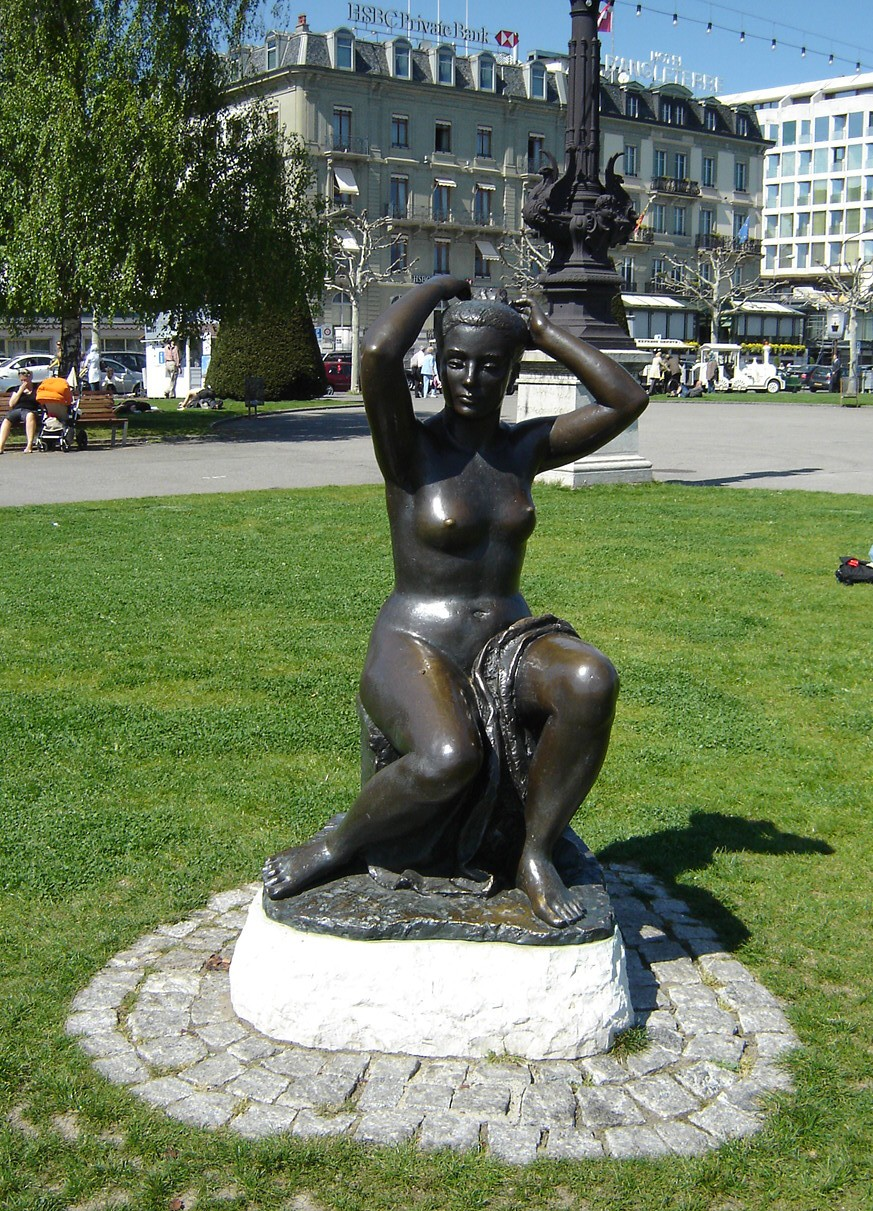
Sculpture à Genève

Au début du siècle, des monuments d'un genre nouveau apparaissent : des monuments aux morts dont l'iconographie est typiquement suisse, dépourvue de gestes héroïques, les soldats étant victimes surtout d'accidents et de la grippe espagnole. Le Monument international de la Réformation (1909) à Genève est réalisé à la suite d'un concours international à l'occasion du 400e anniversaire de la naissance de Jean Calvin et le 350e anniversaire de la fondation de l'Académie de Genève devenue aujourd'hui l'université de Genève. Des sculptures décoratives, surtout des figures féminines nues, sont créées pour les jardins publics et les salons bourgeois. Le bronze prend le dessus sur la pierre et offre de nouveaux marchés avec la sculpture privée. Auguste de Niederhausern (dit Rodo, 1863 – 1913) introduit l'art de Rodin en Suisse.

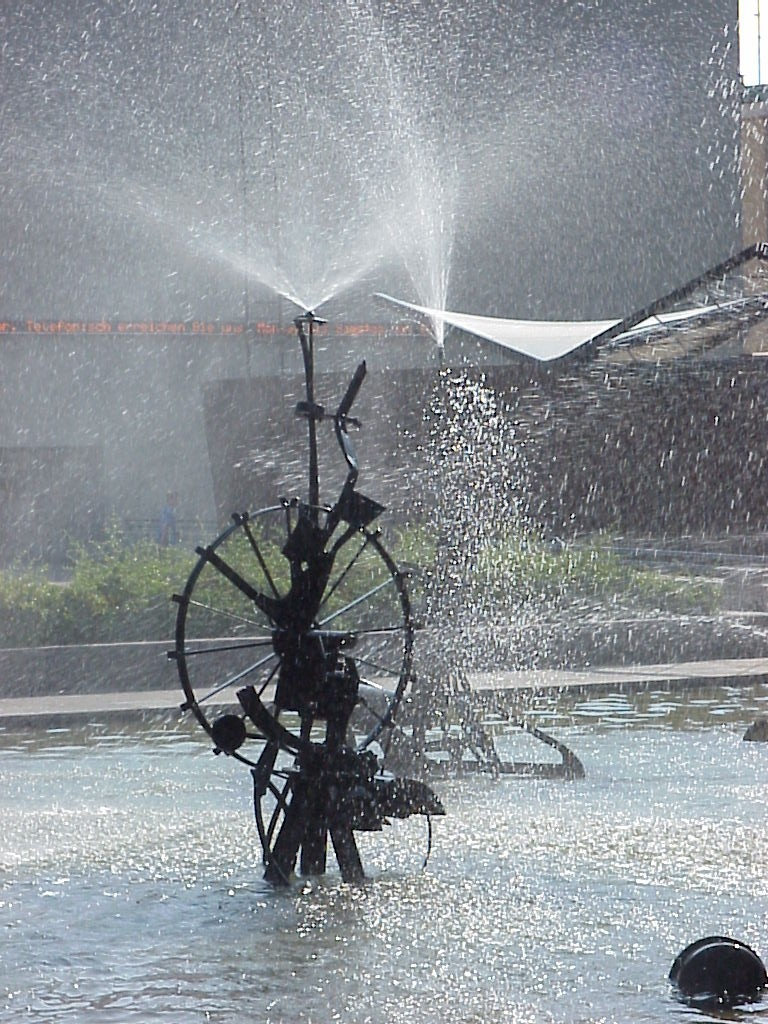
Jean Tinguely : Fontaine à Bâle

Hermann Obrist (1862 - 1927) de Zurich, s'installe à Munich dès 1895. Il est un pionnier de la sculpture abstraite. D'autres sculpteurs recherchent le renouvellement avec l'art nouveau, l'expressionnisme ou le mouvement Dada.
Dans les années 1930, partisans et opposants de l'art figuratif s'opposent. Serge Brignoni (1903 – 2002), par exemple, est surréaliste et Meret Oppenheim (1913 - 1985) fait des sculptures-objets, Le Déjeuner en fourrure devient l'un des emblèmes du surréalisme.
Avec Alberto Giacometti (1901 – 1966), l'un des plus grands artistes suisses du XXe siècle, la figure humaine devient filiforme, par exemple l'Homme qui marche.
Jean Tinguely (1925 – 1991) est une autre figure marquante. Ses machines fascinent le public, comme l'œuvre Eurêka créée pour l'Exposition nationale suisse de 1964. Le musée Tinguely à Bâle ainsi que l'Espace Tinguely à Fribourg lui sont dédiés.
Peinture
Augusto Giacometti, cousin de Giovanni Giacometti, et Louis Moilliet sont, en Suisse, des précurseurs de l'art abstrait. Moilliet est un peintre du cubisme, un mouvement artistique qui s'est développé de 1907 à 1914. Il rencontre Paul Klee et August Macke et fera connaître Robert Delaunay et le cubisme à d'autres artistes suisses. Paul Klee (1879 - 1940) est un artiste suisse majeur. Le centre Paul Klee à Berne est un musée qui lui est dédié.
Au XXe siècle, des artistes suisses se constituent en groupes : le « Rot-Blau » à Bâle ou « L'Allianz » regroupe des artistes de l'abstraction concrète dont Zurich sera le centre. Le mouvement Dada, qui s'est propagé dans le monde entier, est également né à Zurich. Des artistes suisses se joignent à des mouvements à l'étranger : Cunot Amiet fait partie de « Die Brücke », Le Corbusier fonde le purisme à Paris et d'autres artistes feront partie du groupe  français « Abstraction – création ».
Une sélection d'autres artistes réputés : Johannes Itten, Hans Erni. Certains artistes moins connus font le choix d'une œuvre figurative et réaliste : Richard Pirl ou Vivaldo Martini qui est réputé pour ses portraits de femmes et des compositions post-cubistes.

#### Le mouvement Dada
Le mouvement « Dada » est né le 5 février 1916 à Zurich. Les poètes Hugo Ball, Richard Huelsenbeck, Tristan Tzara et les peintres Jean Arp, Marcel Janco, Sophie Taeuber (1889 – 1943), Hans Richter transforment une taverne en café littéraire et artistique et la rebaptisent « Cabaret Voltaire ». Il se caractérise par une remise en cause, à la manière de la table rase, de toutes les conventions et contraintes idéologiques, artistiques et politiques.
Provocateur, cherchant des voies poétiques nouvelles, des activités inédites, le mouvement dure jusqu'en 1919 à Zurich  puis se propage à Genève par Walter Serner et Christian Schad et devient international (Berlin, Cologne, Hanovre, Paris, New York, Zagreb, en Russie et au Japon). Il existera jusqu'en 1925.
Le mouvement a inspiré l'art moderne, plus particulièrement le surréalisme.

#### Le mouvement d'Art Concret
Le Bauhaus est un Institut des arts et des métiers en Allemagne et désigne, par extension, un courant artistique qui a suscité l'adhésion d'un grand nombre d'artistes d'avant-garde de toute l'Europe. Il est à la racine du mouvement concret de Zurich dans les années 1940.
Max Bill (1908 - 1994) est l'un des membres fondateurs du mouvement d'art concret. Il adopte le terme « concret » pour « définir la notion qu’une œuvre d’art ne dérive non pas de la nature mais constitue plutôt une réalité autonome, composée de formes et de couleurs, constituant ainsi un objet destiné à un usage spirituel ». Il sera suivi dans ce mouvement par Sophie Taeuber-Arp et les artistes Richard Paul Lohse (1902 - 1988), Verena Loewensberg (1912 – 1986), Camille Graeser (1892 – 1980) et Fritz Glarner (1899 – 1972). Meret Oppenheim (1913 – 1985) est une autre grande figure membre du mouvement « Allianz ». Elle est active à Paris,.
Le mouvement crée également des affiches dans le même esprit.

### Art contemporain

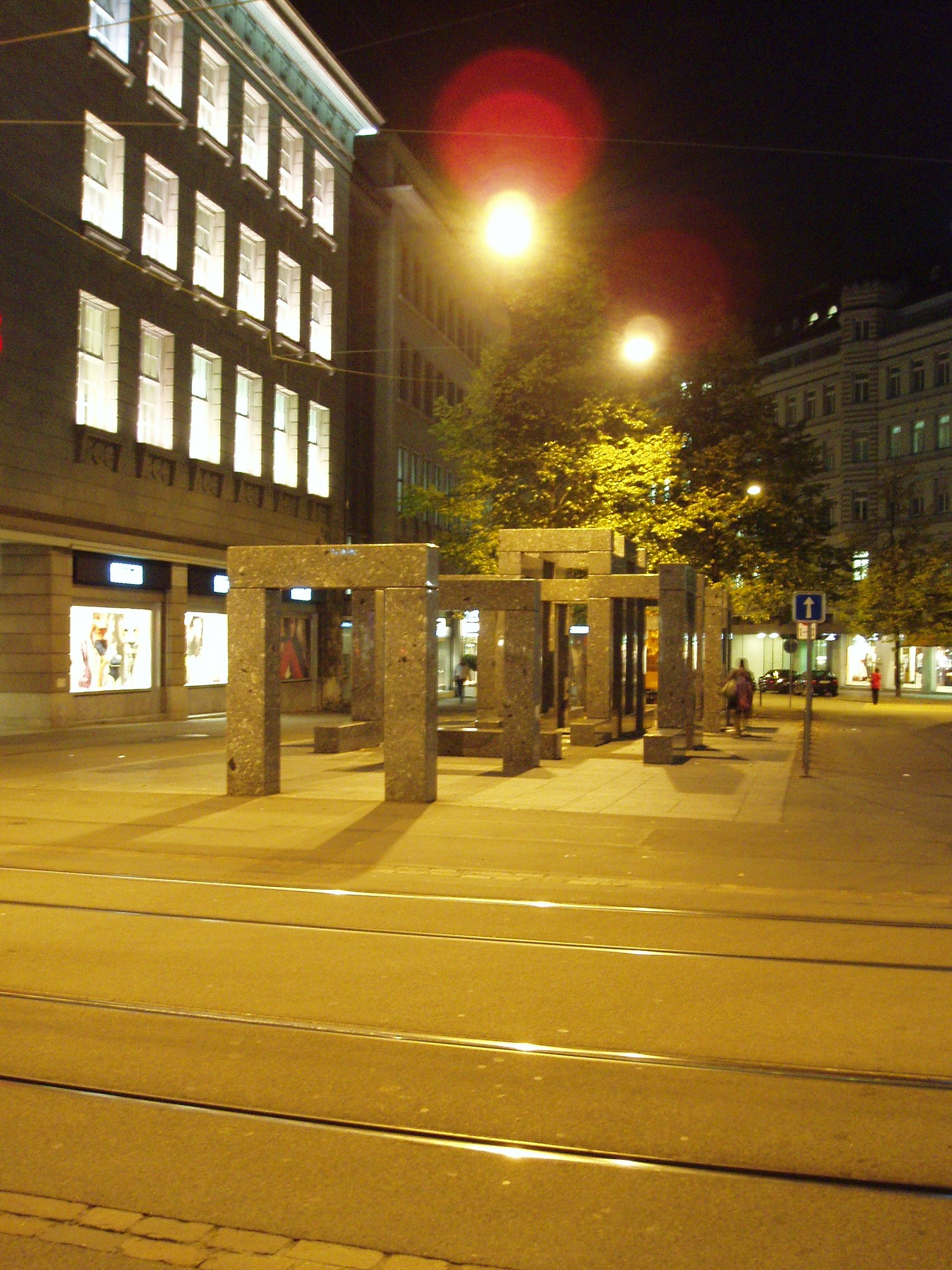
Max Bill : Sculpture en granit à Zurich (1983)

#### Sculpture
Au début des années 1970, les plasticiens se tournent vers différentes formes de sculpture utilisant le corps (Body Art), la terre (Earth Art), le site (Land art), les performances, les installations. De nombreuses expositions en plein air voient le jour (Bienne, Gambarogno, Môtiers, Dietikon ou Bex). En ville, des installations deviennent signe ou repère urbain sur les places ou constituent un signe de prestige pour les grandes entreprises ou banques qui agrémentent leurs sièges d'œuvres d'art.

#### Artistes contemporains
Pierre Aubert (1910 - 1987), Jean Tinguely (1925 – 1991), André Bucher (sculpteur) (1924 - 2009) www.andrebucher.com, Rolf Lehmann (1930 -), Dieter Roth (1930 – 1998), Ben Vautier (1935 - 2024), Manolo Torres (1938-2018), Roman Signer (1938 - ), H.R. Giger (1940 - 2014), Ficht Tanner (1952 - ), Stefan Haenni (1958 - ), Markus Raetz (1941 - 2020), Rémy Zaugg (1943 - 2005), Olivier Mosset (1944 - ), David Weiss (1946 - ), John M. Armleder (1948 -), Peter Fischli (1952 - ), Daniele Buetti (1955 - ), Thomas Hirschhorn (1957 - ), Beat Streuli (1957 - ), Sylvie Fleury (1961, Alexander Birchler (1962 - ), Pipilotti Rist (1962 - ), Ugo Rondinone (1963 - ), Fabrice Gygi (1965 -), Daniel Pflumm (1968 - ), Olaf Breuning (1970 - ) et Urs Fischer (1973 - ).

## Arts visuels

### Art vidéo
Dans les années 1970 et 1980, les artistes vidéo parmi les plus connus sont René Bauermeister, Silvie et Chérif Defraoui, Gérald Minkoff, Muriel Olesen, Alexander Hahn, Jean Otth, Hannes Vogel et Marie-José Burki,.
David Weiss (1946 - ) et Peter Fischli (1952 - ) sont actifs dans les années 1980 et 1990. Ils créent de manière ludique et expérimentale sur divers supports et médias : installations, sculptures, photographies, films, vidéos, livres illustrés.
De nos jours, des artistes comme Ugo Rondinone et Pipilotti Rist (1962 - ) utilisent les nouveaux médias. Pipilotti Rist est un symbole de la pop culture  .

## Musées
1. les musées d'Art

## Écoles
- École cantonale d'art de Lausanne ECAL
- École de design et haute école d'art du Valais EDHEA